# 淺草站
淺草站（日语：／ Asakusa eki */?）是位於日本東京都台東區，屬於東京地下鐵、東武鐵道、東京都交通局（都營地下鐵）的鐵道車站。
東京地下鐵站體所在地是淺草一丁目、東武鐵道站體是花川戶一丁目、都營地下鐵站體是駒形一丁目。
另外，首都圈新都市鐵道筑波快線同名車站距離本站約600公尺（徒步約8分鐘）。詳情參見淺草站 (首都圈新都市鐵道)。

## 停靠路線
此站有東京地下鐵的銀座線、東武鐵道的伊勢崎線（旅客資訊上使用該路段的愛稱「東武晴空塔線」）、都營地下鐵的淺草線停靠，是轉乘站。銀座線與伊勢崎線都以此站為起點。另外，銀座線的車站編號是「G 19」、伊勢崎線（東武晴空塔線）是「TS 01」、淺草線是「A 18」。

## 歷史
大正時代的東京以路面電車作為主要的交通機關，由於交通擁堵經常發生延誤，長期處於爆滿狀態。1917年（大正6年）早川德次設立東京輕便地下鐵道，1919年（大正8年）取得執照。之後，1920年（大正9年）爆發戰後恐慌，1923年（大正12年）發生關東大地震造成募資困難，建設路段縮短至只興建東京最繁華街道淺草與當時國鐵總站上野共2.2公里的區間。1925年（大正14年）開工，1927年（昭和2年）12月30日東京地下鐵道的淺草站開業。開通首日營運前，約10萬左右的乘客由各站湧入。
地下鐵開業4年後的1931年（昭和6年）5月25日，東武鐵道車站淺草雷門站開業。延伸淺草的東武鐵道將與同樣規劃跨越隅田川的京成電氣軌道競爭，之後1928年（昭和3年）發生京成電車疑獄事件，京成電氣軌道放棄直通淺草。
- 1927年（昭和2年）12月30日：東京地下鐵道淺草站開業，號稱「東洋第一座地下鐵」站[3]。
- 1931年（昭和6年）5月25日：東武鐵道的淺草雷門站開業，成為轉乘站[4]。
- 1941年（昭和16年）9月1日：東京地下鐵道把路線轉讓給營團地下鐵[5]。
- 1945年（昭和20年）10月1日：東武鐵道車站改名為淺草站[4]。
- 1954年（昭和29年）7月19日：東武淺草站設置該公司第一台機械式自動售票機。
- 1957年（昭和32年）3月：東武淺草站增設月台[4]。
- 1960年（昭和35年）12月4日：都營地下鐵1號線開業[6]。
- 1974年（昭和49年）：東武淺草站大樓外牆整修[7]。
- 1978年（昭和53年）7月1日：都營地下鐵1號線改名淺草線。
- 1991年（平成3年）：東武淺草站引入發車音樂。
- 1997年（平成9年）：入選關東車站百選（第一回）。獲選理由是「考慮到淺草寺，採用淺草熟悉的佛閣設計的悠久地下鐵車站」（浅草寺を考慮し、浅草の土地柄に馴染んでいる仏閣デザインの地下鉄の長老駅）（營團地下鐵），「昭和6年以「淺草雷門站」開業，車站上方是百貨公司」（昭和6年「浅草雷門駅」として開業、駅の上はデパート）（東武鐵道）。都營地下鐵不在入選範圍內。
- 2004年（平成16年）4月1日：營團地下鐵民營化、成為東京地下鐵銀座線。
- 2006年（平成18年）3月18日：東武鐵道改點，長期作為伊勢崎線主角的準急開始直通東京地下鐵半藏門線與東急田園都市線，並僅在早晨夜間時段運行，停車站則同於改點前的區間準急，本站起訖的準急班次則遭到廢除[注 1]。白天的一般列車剩下新車種區間快速、區間準急，以及連結本站與北千住的普通列車[注 2]。透過本次的大型改點，伊勢崎線將注重在直通路線，本站也退居二線車站。
- 2007年（平成19年）3月18日：東武鐵道、東京地下鐵、東京都交通局啟用IC卡PASMO。
- 2009年（平成21年）1月：東武淺草站5號月台設置月台閘門。
- 2010年（平成22年）9月：東武淺草站3號月台設置月台閘門。
- 2011年（平成23年）
  - 3月17日：東武淺草站引入車站編號TS 01。
  - 9月29日：東武淺草站2號月台下行方向2輛編組位置禁止進入，啟用選擇性車門操作。
- 2012年（平成24年）
  - 5月18日：東武淺草站外觀更新工程完工。
  - 10月30日：銀座線淺草站引入發車音樂。樂曲為瀧廉太郎作曲的《花（日语：花 (瀧廉太郎)）》[8]。
  - 11月21日：東武淺草站大樓的商業設施「EKIMISE」開幕[9][10]。
- 2013年（平成25年）3月16日：東武鐵道改點，除了特急列車與快速、區間快速列車外，白天的一般列車只剩下普通列車。同時，從區間準急降格的普通列車也只運行至竹之塚。從此，本站白天的一般列車僅在東京都內行駛[注 3]。
- 2017年（平成29年）
  - 3月24日：銀座線開始月台閘門設置工程[11]。
  - 4月20日：東武鐵道改點，取消快速、區間快速列車。
  - 6月24日：銀座線啟用月台閘門[11]。

## 車站構造
東京地下鐵銀座線與東武伊勢崎線之間、東京地下鐵銀座線與都營地下鐵淺草線之間有地下連接通道。東武伊勢崎線與都營地下鐵淺草線的轉乘則必須通過地面道路。

### 東京地下鐵
對向式月台2面2線的地下車站。位於松屋淺草店的地下、吾妻橋附近。
付費區大廳與月台之間無電扶梯或電梯。松屋、東武淺草站側剪票口與月台之間的階梯，及1號月台與澀谷側剪票口之間的階梯，設有輪椅昇降機。剪票口外大廳與雷門通側出入口之間設有電梯與電扶梯。廁所位於1號月台。
2003年設置列車資訊顯示器。之前在剪票口正面有電子顯示板提供電車發車月台資訊。
吾妻橋方向的4號出入口的屋頂以淺草觀音為靈感設計，通稱「赤門」。東武鐵道與連絡通道旁有地下商店街，可見昭和時代的風貌。
駒形橋方向的剪票口在1997年以懷舊風格整修。驗票閘門投入口也改為奶油色。
2010年1月22號月台中央新設直通剪票口。由此前往淺草寺區域無段差。

#### 月台配置
| 月台 | 路線   | 目的地                       |
| ---- | ------ | ---------------------------- |
| 1、2 | 銀座線 | 上野、日本橋、銀座、澀谷方向 |

- 本站往北有昭和30年代設置的3條留置線，可夜間停放車輛。在三社祭與隅田川花火大會等大型活動時，為防止混亂，1號月台為乘車專用月台，2號月台為下車專用月台。過去本站有往三之輪方向的延伸計畫，並將作為本線。
- 開業當初至東武淺草雷門站開業以前，北側出入口由於尚未完成，月台端64公尺前放置木板可來往A線與B線之間，當時A線僅進行折返運轉[15]。
- 月台構造上，僅1號月台側有往都營淺草線的連絡通道。2號月台則直通淺草寺方向剪票口。因此上野站往淺草方向月台與田原町～上野廣小路間各站往淺草方面的時刻表及往淺草列車、1000系路線牌等會顯示對應月台資訊。
- 本站是地下鐵少見的钢筋混凝土構造。這是由於當時採用與柏林地鐵相同構造所致[16]。

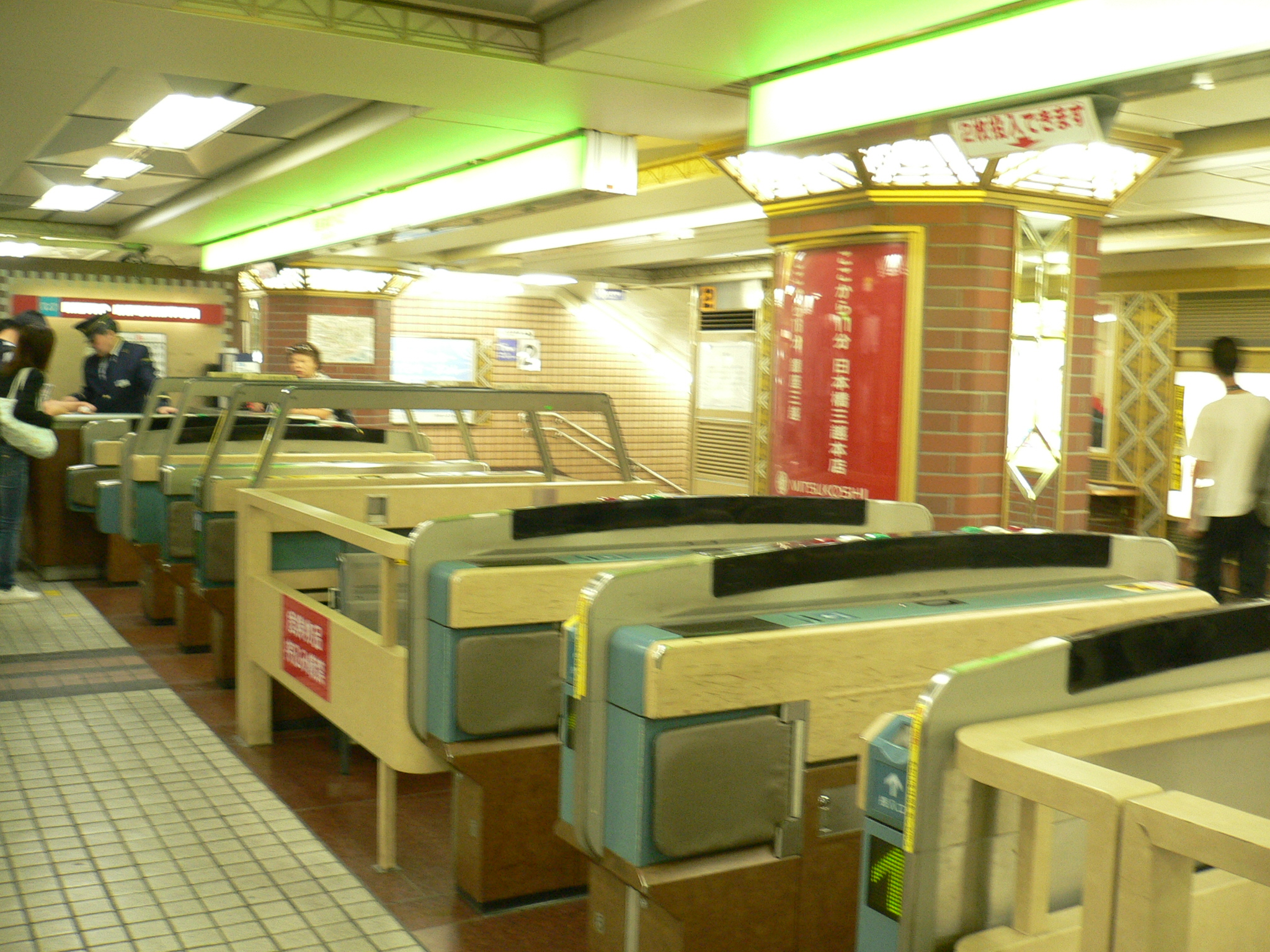
整修前的松屋、隅田公園方向檢票口（2005年6月12日）
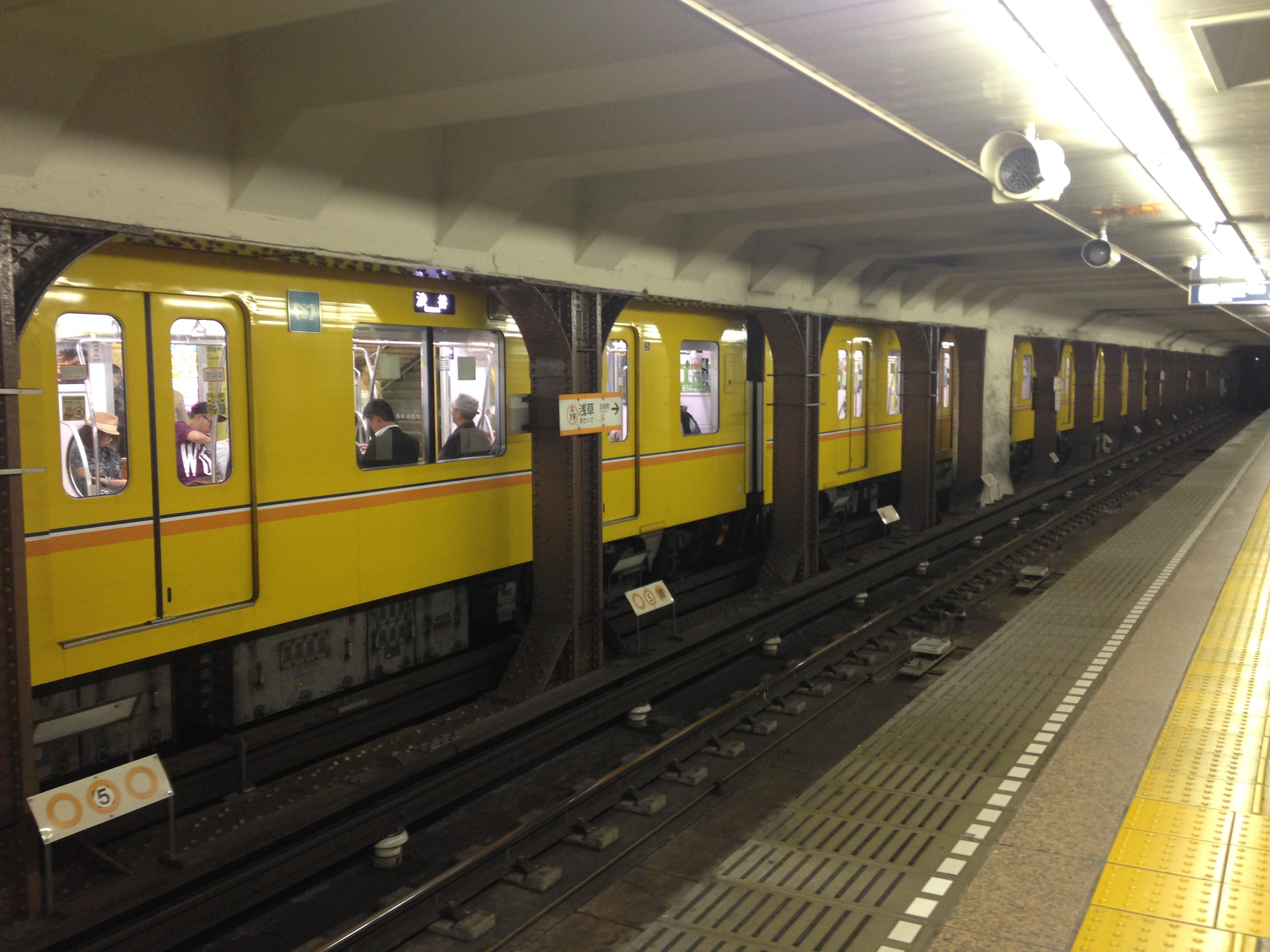
整修前的月台（2015年9月5日）
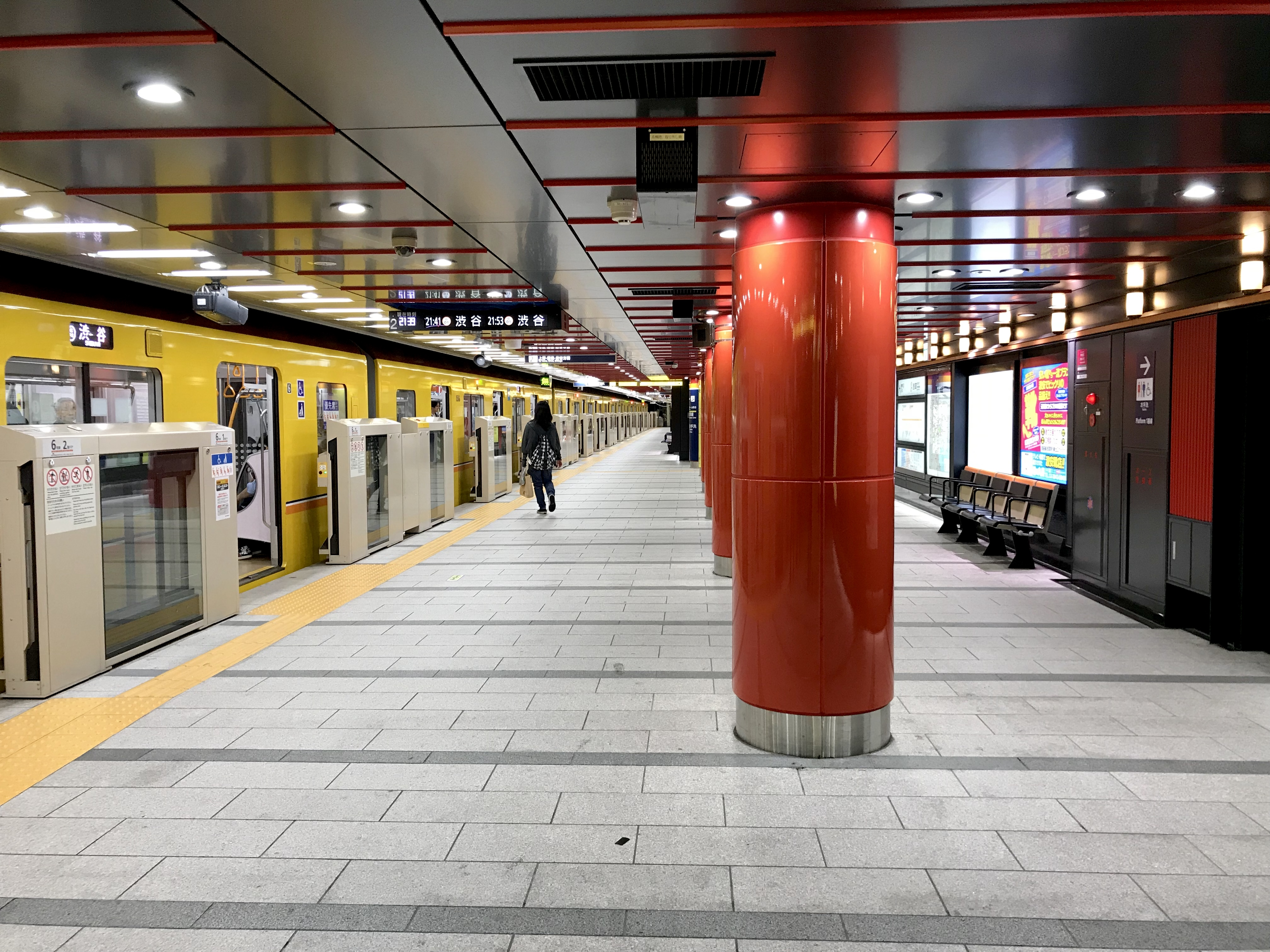
整修後的月台（2018年10月13日）
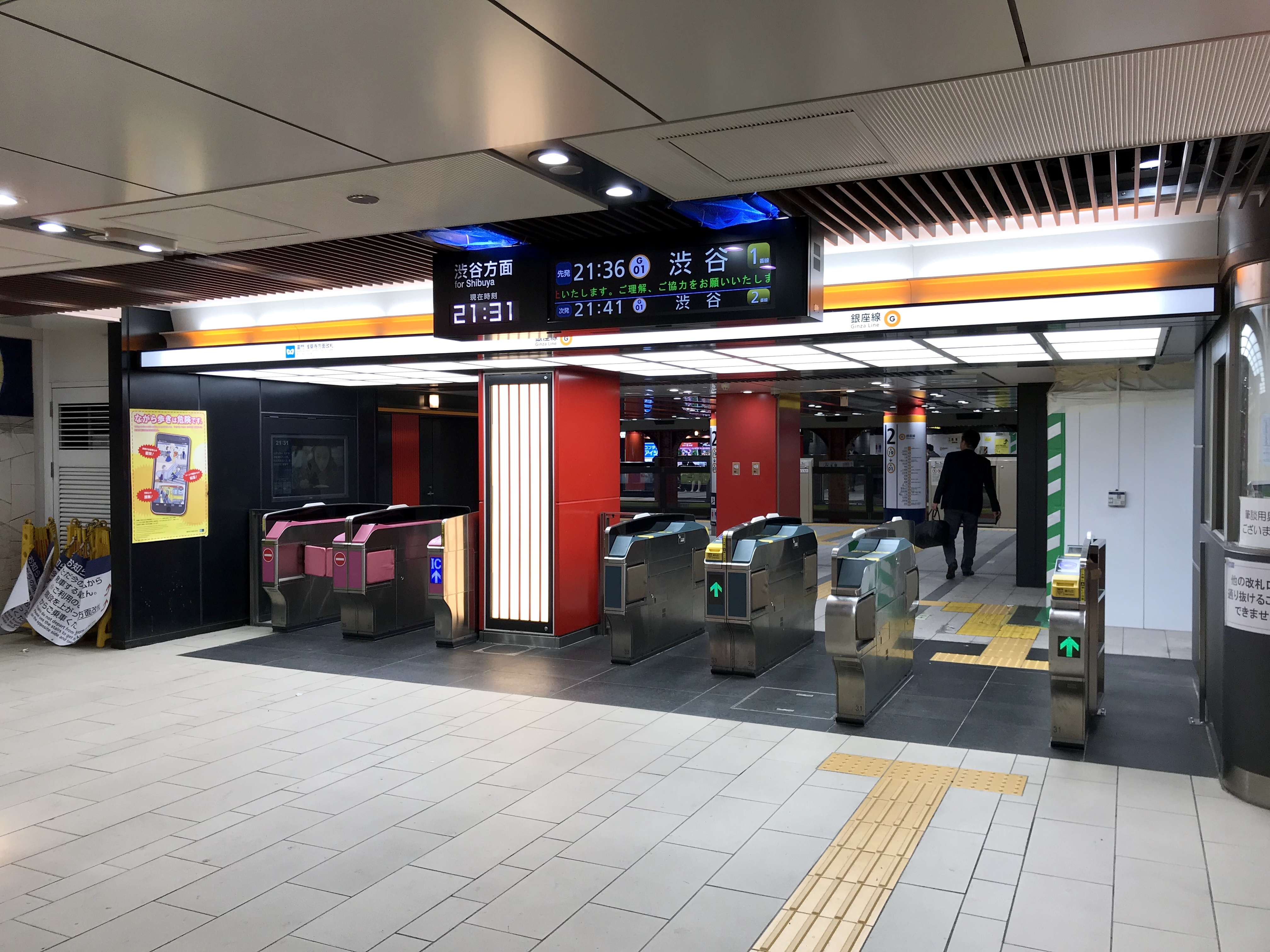
整修後的雷門、淺草寺方向檢票口（2018年10月13日）
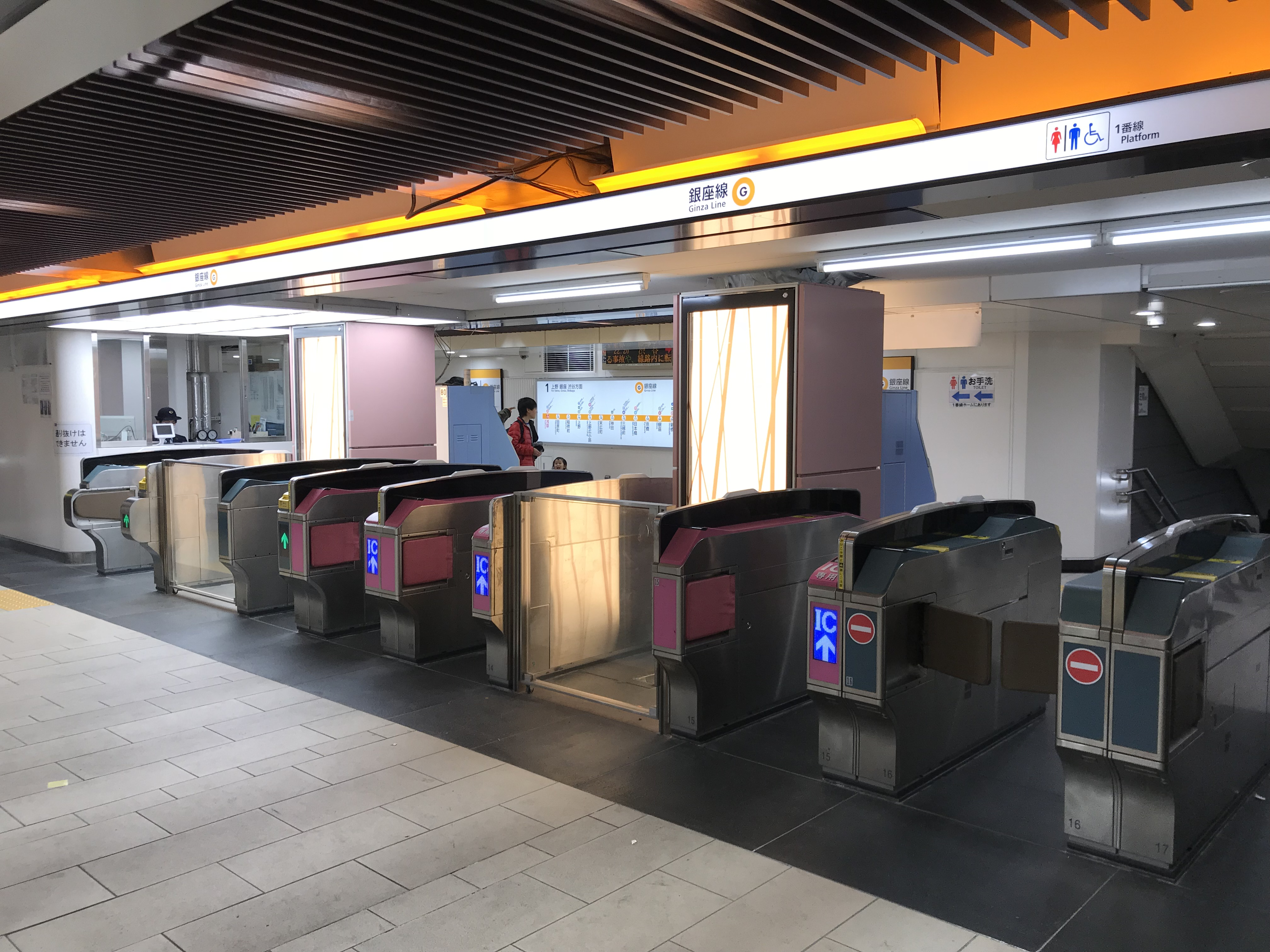
整修後的松屋、隅田公園方向檢票口（2018年1月4日）
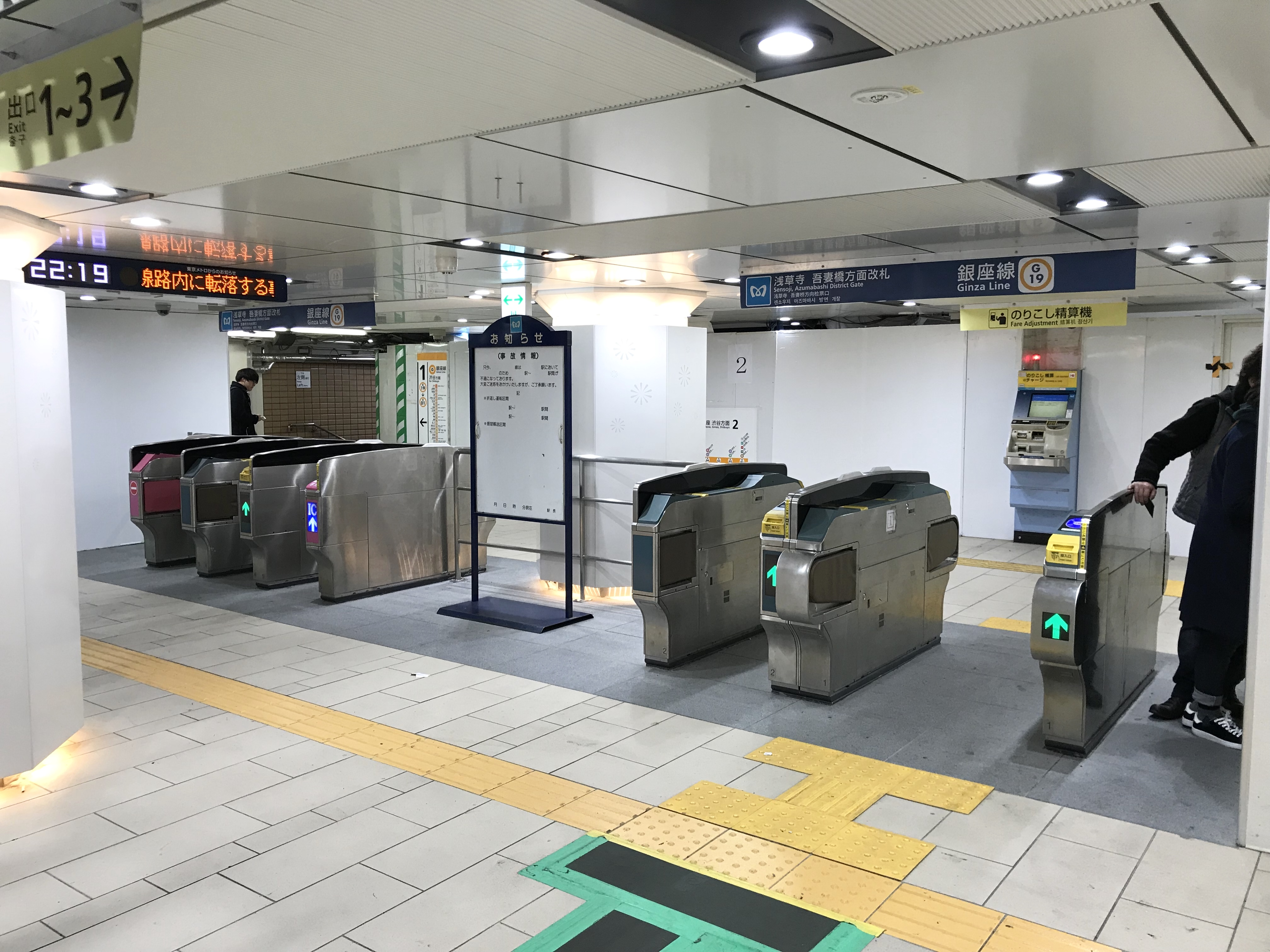
整修後的淺草寺吾妻橋方向檢票口（2018年1月4日）

### 東武鐵道

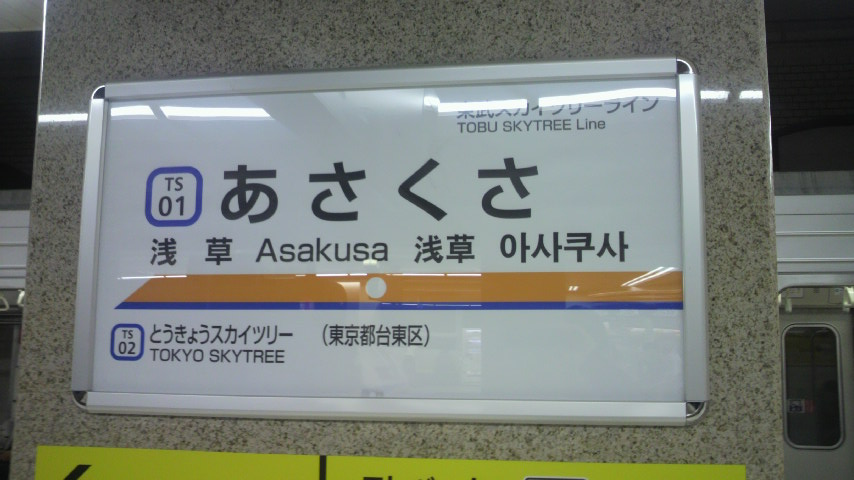
站名標（2012年5月10日）

1931年（昭和6年）開業時為淺草雷門站（あさくさかみなりもんえき）。由久野節建築事務所設計。是伊勢崎線的起點站、站內標記為罕有的「東武電車」。
車站位於車站大樓2樓。為港灣式月台3面4線構造，西側1線兩側皆有月台（4、5號月台）。售票處位於一樓。廁所在北口1樓付費區內與南口2樓剪票口外。南口2樓剪票口外並設有多功能廁所與電梯。電扶梯在南口正面。
車站與隅田川平行興建、鐵路離站之後切急轉彎渡過隅田川鐵橋。由於月台先端緊接隅田川鐵橋，無法再加以延伸，因此限定六輛編組列車停靠（僅1號月台可停靠8輛編組，但僅限淺草方向6輛車廂可上下車），還有月台與列車之間的隙間過大的問題。於離站急轉彎時車速只有15km/h，可以一覽隅田川的風景。
早晨尖峰時刻由於是運行10輛編組列車，過去會在曳舟站進行後部4輛車廂的解聯，並可在過去業平橋站地面月台折返。另外，東京地下鐵半藏門線、東急田園都市線直通與北千住以北列車為10輛編組運轉，其他10輛編組列車在北千住下行側進行解聯，以6輛編組運行至本站。2013年3月16日改點起，區間急行以8輛編組運行至本站（停靠1號月台），廢止北千住站的解聯作業。
月台配置大致如下（部分例外）。

#### 月台配置
| 編號 | 路線                         | 車種                      | 目的地                                                                   | 備註                                                      |
| ---- | ---------------------------- | ------------------------- | ------------------------------------------------------------------------ | --------------------------------------------------------- |
| 1    | 東武晴空塔線 伊勢崎線 日光線 | ■區間急行 ■區間準急 ■普通 | 東京晴空塔、 曳舟、北千住、 東武動物公園、 久喜、南栗橋、 東武宇都宮方向 | 8輛編組的列車進站時，北千住站方向的兩節車廂車門無法開啟。 |
| 2    | 東武晴空塔線 伊勢崎線 日光線 | ■區間急行 ■區間準急 ■普通 | 東京晴空塔、 曳舟、北千住、 東武動物公園、 久喜、南栗橋、 東武宇都宮方向 | 北千住站方向的兩節車廂車門無法開啟。                      |
| 3    | 東武晴空塔線 伊勢崎線 日光線 | ■特急                     | 東京晴空塔、 曳舟、北千住、 東武動物公園、 久喜、南栗橋、 東武宇都宮方向 |                                                           |
| 4    | 東武晴空塔線 伊勢崎線 日光線 | ■特急                     | 東京晴空塔、 曳舟、北千住、 東武動物公園、 久喜、南栗橋、 東武宇都宮方向 |                                                           |
| 5    | 東武晴空塔線 伊勢崎線 日光線 | ■特急                     | 東京晴空塔、 曳舟、北千住、 東武動物公園、 久喜、南栗橋、 東武宇都宮方向 | 特急「Spacia X」乘車月台                                  |

- 上述路線名在旅客導覽上使用愛稱「東武晴空塔線」。
- 本站發車的列車除了特急列車外只有至北千住站各站停車的列車，因此積極廣播在曳舟站轉乘從田園都市線、半藏門線直通的急行、準急。
- 3～5號月台入口設有資訊中心與有人中間剪票口。
- 5號月台在2023年（令和5年）7月15日開始作為「Spacia X」專用的乘車月台[新聞稿 1]。先前在2017年（平成29年）4月20日為止作為快速、區間快速的乘車月台。另外，本月台沒有樓梯連通東京晴空塔側的北剪票口。
- 5號月台沒有樓梯連通東京晴空塔側的北剪票口[18]。
- 本站販售車站便當。
- 3、5號月台北千住方向設有月台柵欄[19]。
- 1990年代以前，4、5號月台也有一般列車發車，但僅4號月台可開門。
- 按时刻表有时也有1号、2号站台停靠快速及特急车（300系、350系）等情况。
- 1997年配合周邊地域再開發，宣布將在隅田川橋梁直線方向設站，但未能實現。
- 雖為終點站，但隅田川側前端狹窄，因此1、2號線月台將前端封閉禁止進入，並實施選擇性車門操作。本站也是唯一實施選擇性車門操作的終點站。

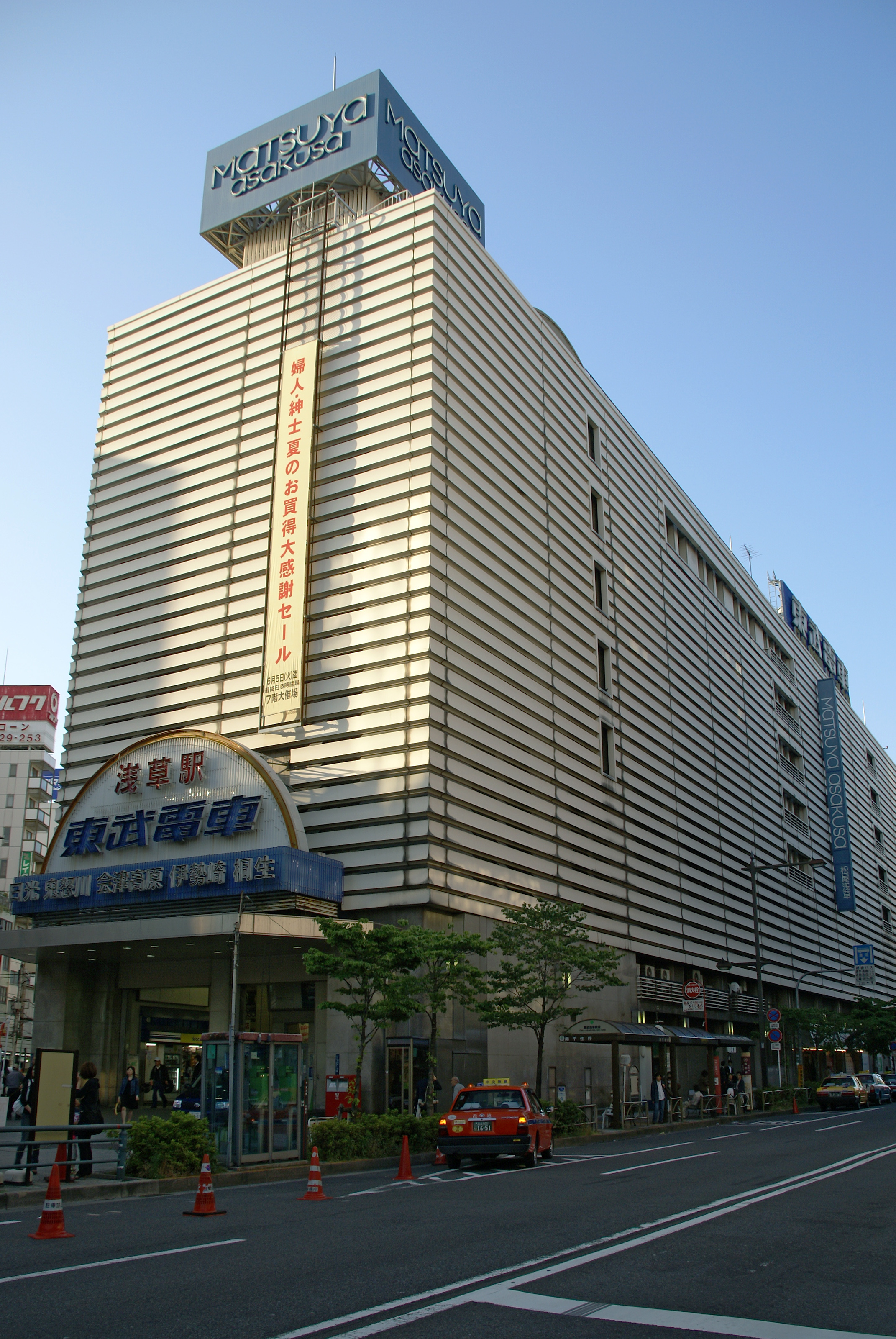
改建前的淺草站 （2007年6月1日）
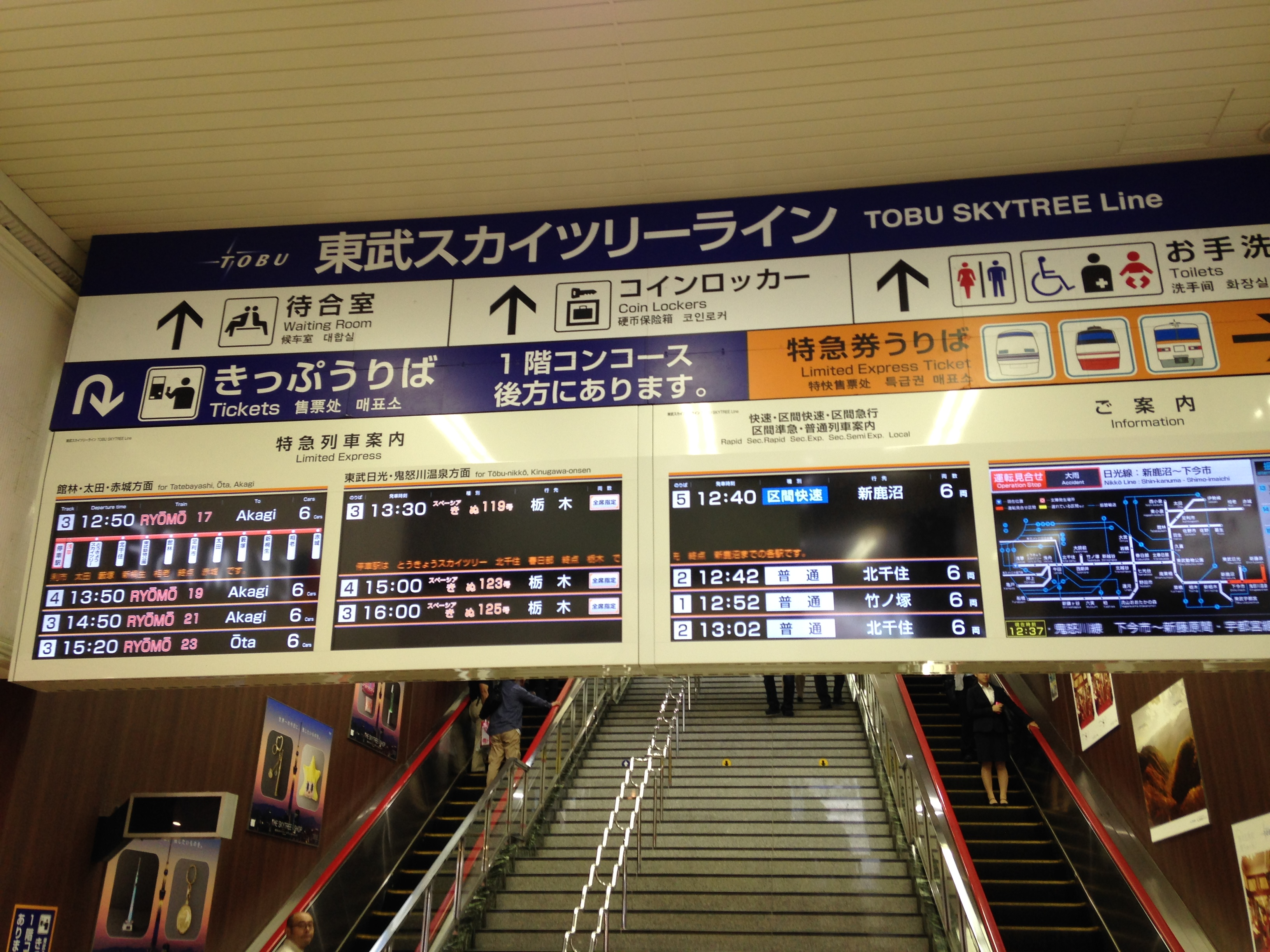
列車資訊顯示器 （2015年9月15日）
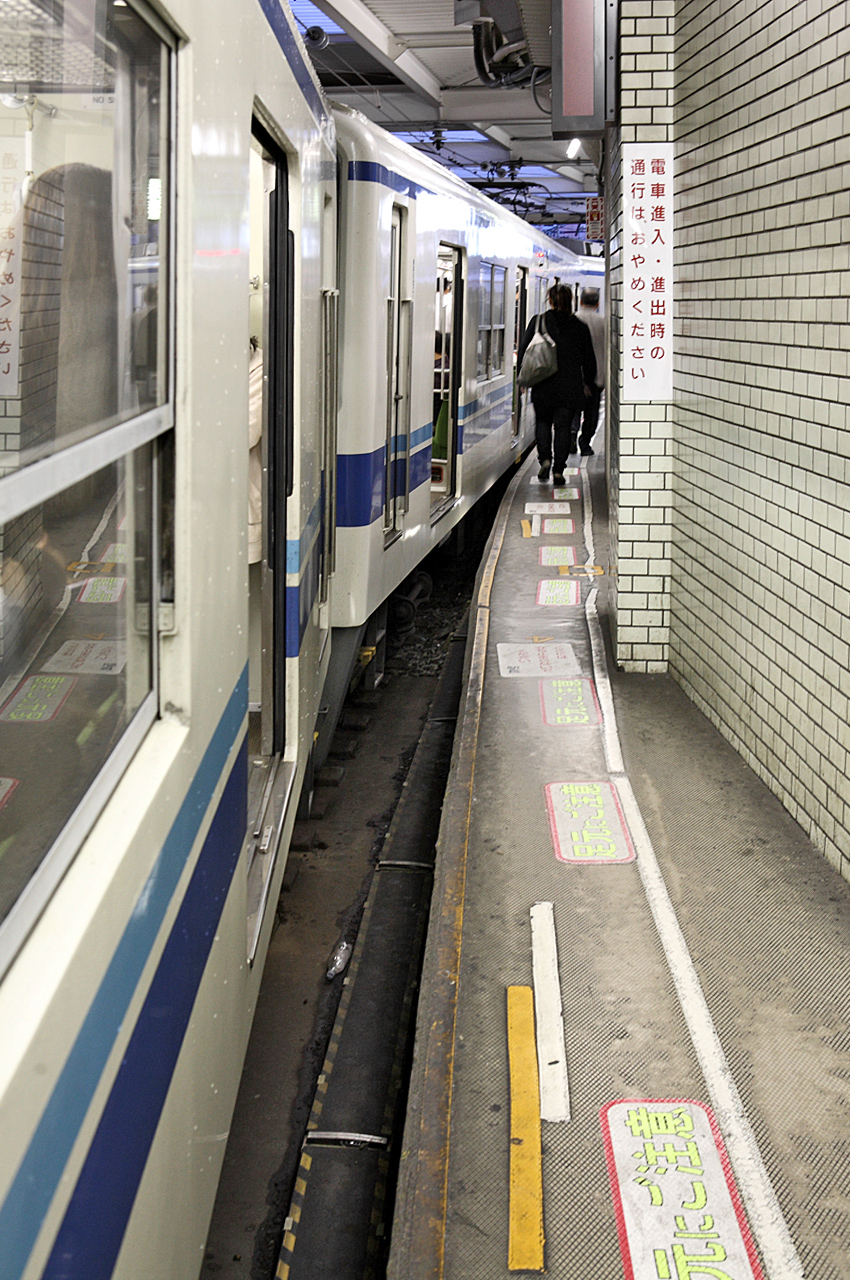
因彎道而十分狹窄的月台與間隙 （2008年6月23日）

#### 車站大樓
地上7層、地下1層的建築物是由鐵道省初代建築課長、建築家久野節設立的久野建築事務所所設計，清水組施工。
為避免複雜設計，入口與月台呈一直線構造。
最初，3樓至7樓設計為百貨店，但未能吸引三越等百貨店進駐。之後在松屋入駐後，淺草車站大樓於1931年（昭和6年）11月開幕，成為關東第一座正式附設百貨店的總站大樓。
1934年（昭和9年），1樓部分區域與2樓也租借給松屋。
松屋淺草在規模縮減為地下1層與地上1層至3層後，大樓整體在2012年（平成24年）11月21日以「淺草EKIMISE」（浅草エキミセ）重新開幕。新增52間店鋪。
本大樓是昭和初期的藝術裝飾風格大型建築代表之一，1974年（昭和49年）改建後已失去竣工當時的樣貌。但隨著東京晴空塔開幕，站房也改建恢復開業時的樣貌，同時新設候車室，實施耐震補強工程，2012年（平成24年）5月竣工。開業時的大時鐘也隨之復活。

#### 位置限制
由於站房與車站前方的橋梁位置關係，出站後立刻是半徑100公尺的急轉彎，車速並限制在15km/h。因彎道無法設置轉轍器，橋梁上設有剪式橫渡線。
本站最大的問題是月台前端便是急轉彎，月台無法延伸，因此進站列車基本上限制在6輛編組。但1號月台有效長度可對應8輛編組，在8輛編組電車進站時，由於月台十分狹窄，為避免跌落事故，1號月台8輛編組列車與2號月台6輛編組列車的東京晴空塔側2輛車廂不開車門，該部分設有柵欄。2009年12月起可讓4輛編組2班並聯列車進站。另外，由於月台位於急彎，6輛編組列車僅在1號月台能直線停車，2～5號月台東京晴空塔側的月台有巨大間隙，因此停靠3～5號月台的特急、快速班次，站員會在東京晴空塔側車廂架上移動式踏板避免乘客跌落。
另外，受到急彎影響，短編組列車無法看見信號機，因此轉轍器前加設正規的出發信號機，1號月台6輛編組及其他月台4輛編組列車的先頭車停車位置（皆在月台中間）也設有出發信號機。這僅作為中繼信號機，無閉塞切換機能。

#### 備註
- 本站是大手私鐵少數在大都市內不鄰接或靠近JR車站的終點站，也是關東地區唯一一座終點站[注 4]。
- 1、2號線發車音樂使用下行線標準音樂，3 - 5號線使用「Passenger」淡出版。2012年3月以前全月台皆使用「Passenger」全曲版。2012年3月以前是採與信號連動的自動撥放，但在變更音樂後1、2號線改採遠端操縱，3 - 5號線採開關操作。
- 過去列車資訊顯示器是映像管式螢幕，之後改為LED式。正面剪票口前、2號月台止衝擋上方也設有LED式列車資訊顯示器。之後改為LCD式。樓梯上方設有液晶螢幕顯示全部停靠站與接續列車。

- 本站雖為伊勢崎線起點站，但0公里里程牌設在通車時的起點北千住站。
- 改建工程以前，本站正面入口與車站大樓屋頂看板寫作「東武電車」[23]。過去本線（日语：東武本線）廣告與車內廣播也使用「東武電車」的稱呼。「○○電車」的表現方式現在仍可見於近畿地方的鐵路公司（「阪神電車」[24]「京阪電車」[25]「山陽電車」[26]「叡山電車」[27]等），關東地方僅有「箱根登山電車」[28]，「京成電車」[29]「新京成電車」[30]等為限定情況使用。

### 東京都交通局
對向式月台2面2線，地下車站。與銀座線的車站距離約2－3分鐘路程。位於駒形橋附近、建設時名叫駒形站（こまがたえき）。
在最初的計畫中，淺草線並不通至淺草，而是計畫在駒形附近設站，但在路線變更下於東京地下鐵銀座線車站附近設站。
月台整體位在彎道上，月台間隙較大。
付費區內大廳與月台之間設有電梯。電扶梯設在A4、A5出入口與剪票口外大廳之間的聯絡通道。A4、A5出入口前也有電梯直通大樓內，但僅提供大樓相關人士使用，不開放一般乘客使用。A2出入口與剪票口外大廳之間有一般乘客使用的電梯。
副站名「雷門前」已被廢除。

#### 月台配置
| 月台 | 路線   | 目的地                               |
| ---- | ------ | ------------------------------------ |
| 1    | 淺草線 | 西馬込、京急本線、羽田機場方向       |
| 2    | 淺草線 | 押上、京成本線、北總線、成田機場方向 |

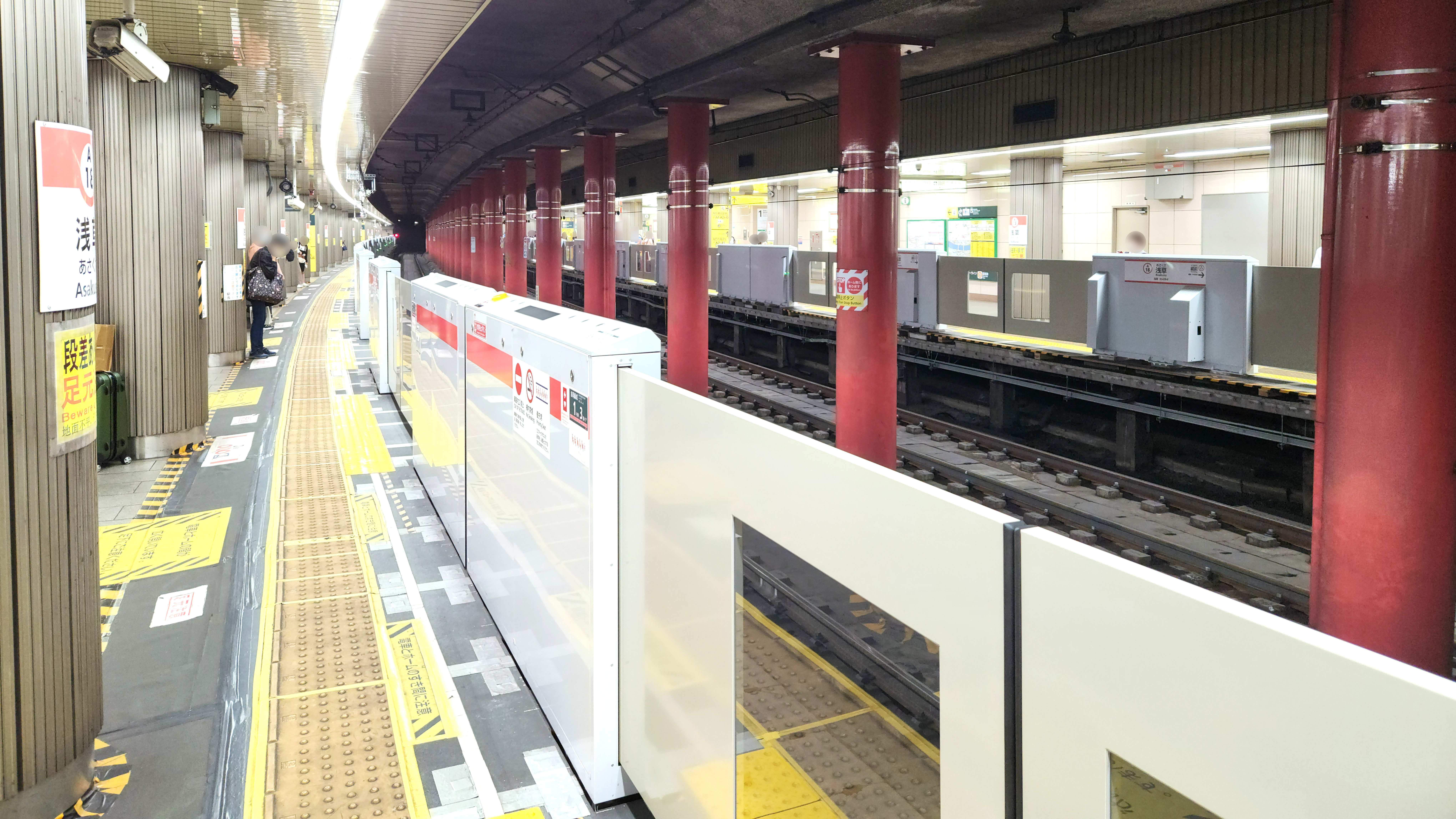
淺草線月台（2023年6月10日）
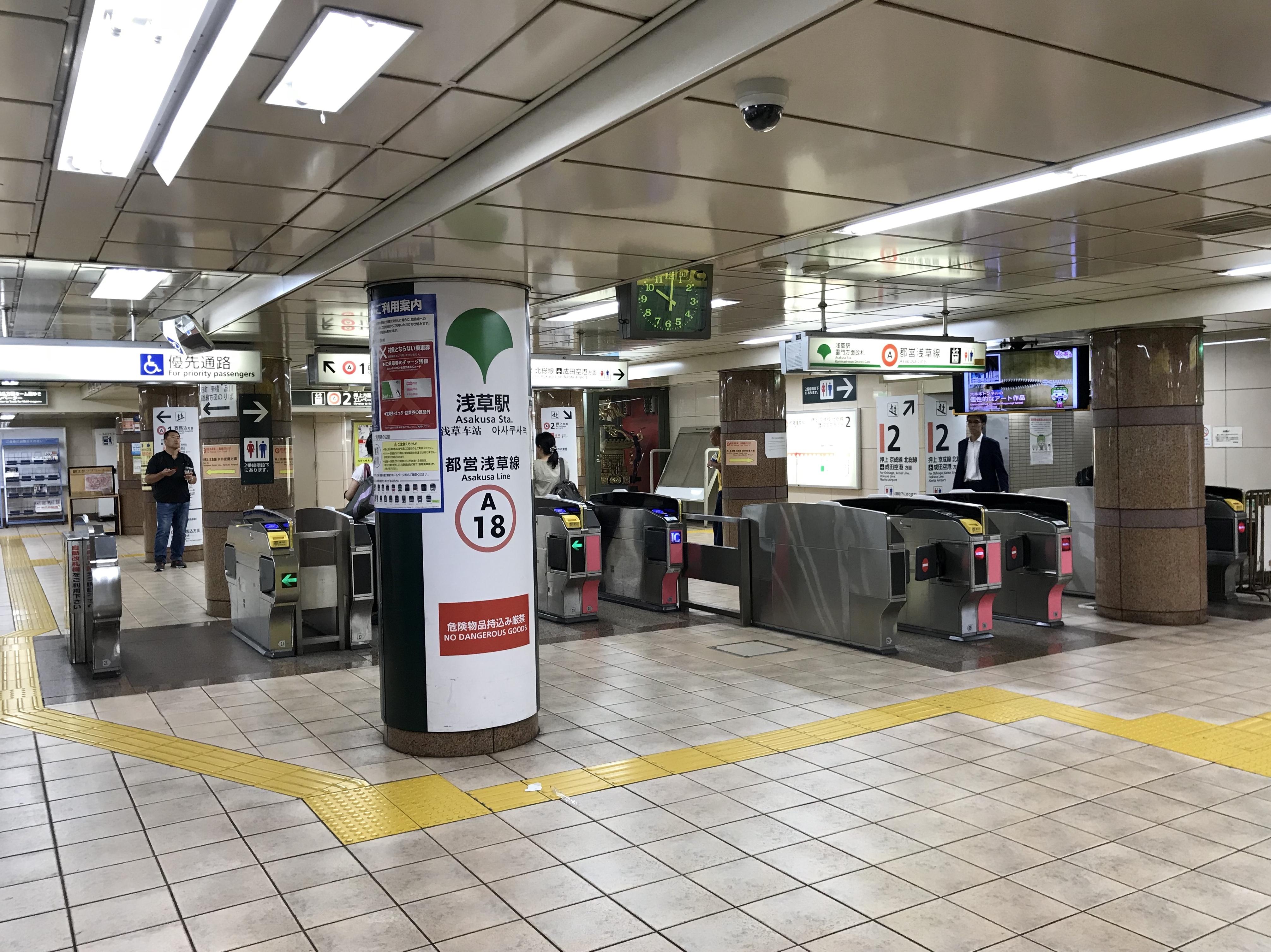
雷門方向檢票口（2018年9月14日）
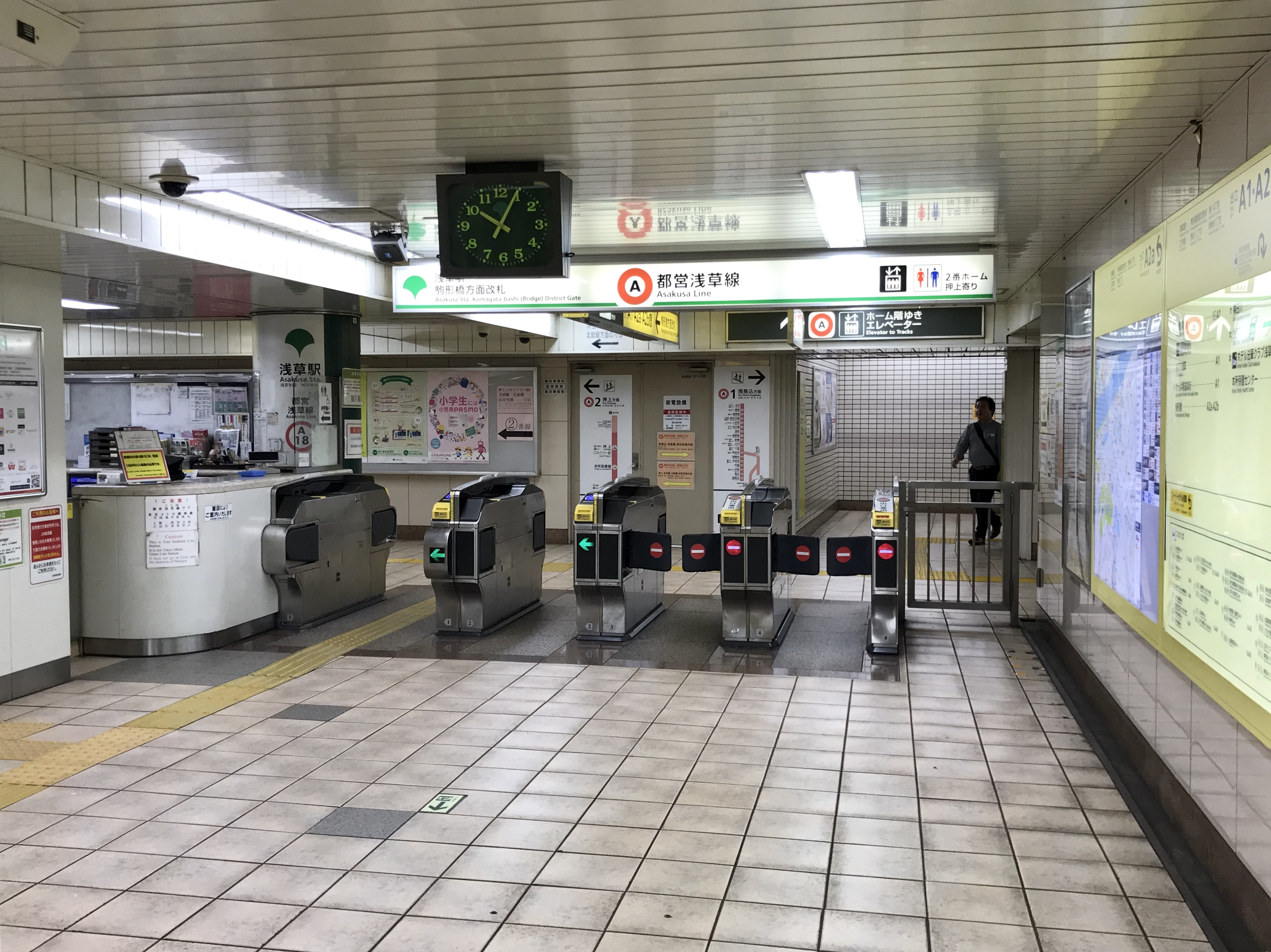
駒形橋方向檢票口（2018年9月14日）

## 利用狀況
- 東京地下鐵 - 2017年度1日平均上下車人次為107,628人[利用客数 1]。
上下車人次在2003年度以前持續減少，之後維持在9萬人左右，2012年度再次超越10萬人。
- 東武鐵道 - 2017年度1日平均上下車人次為48,673人[利用客数 2]。伊勢崎線車站中排名第11位。
開業當初，本站是東武本線全線中使用人數最多的車站，但在1962年與地下鐵日比谷線直通運轉後，北千住站成為實質的總站。之後，2003年開始與地下鐵半藏門線直通運轉，2006年度以後被東京晴空塔站（包含押上站）超越，使用人數持續減少至2011年度，2012年度再次增加12,500人左右。
- 都營地下鐵 - 2017年度1日平均上下車人次為54,556人（上車人次：26,011人、下車人次：28,545人）[利用客数 3]。

### 各年度1日平均上下車人次
各年度1日平均上下車人次如下表。
| 年度               | 營團 / 東京地下鐵  | 營團 / 東京地下鐵 | 都營地下鐵         | 都營地下鐵 | 東武鐵道           | 東武鐵道 |
| 年度               | 1日平均 上下車人次 | 增長率            | 1日平均 上下車人次 | 增長率     | 1日平均 上下車人次 | 增長率   |
| ------------------ | ------------------ | ----------------- | ------------------ | ---------- | ------------------ | -------- |
| 1991年（平成03年） |                    |                   |                    |            | 110,247            |          |
| 1998年（平成10年） |                    |                   |                    |            | 87,147             |          |
| 1999年（平成11年） | 100,056            |                   |                    |            | 83,568             | −4.1%    |
| 2000年（平成12年） | 98,085             | −2.0%             | 42,734             |            | 81,830             | −2.1%    |
| 2001年（平成13年） | 95,523             | −2.6%             | 42,106             | −1.5%      | 78,123             | −4.5%    |
| 2002年（平成14年） | 93,940             | −1.7%             | 42,370             | 0.6%       | 74,788             | −4.3%    |
| 2003年（平成15年） | 90,415             | −3.8%             | 41,797             | −1.4%      | 68,482             | −8.4%    |
| 2004年（平成16年） | 92,939             | 2.8%              | 41,047             | −1.8%      | 65,602             | −4.2%    |
| 2005年（平成17年） | 92,154             | −0.8%             | 41,110             | 0.2%       | 62,194             | −5.2%    |
| 2006年（平成18年） | 92,243             | 0.1%              | 41,395             | 0.7%       | 58,781             | −5.5%    |
| 2007年（平成19年） | 90,362             | −2.0%             | 43,009             | 3.9%       | 56,289             | −4.2%    |
| 2008年（平成20年） | 91,961             | 1.8%              | 44,018             | 2.3%       | 54,414             | −3.3%    |
| 2009年（平成21年） | 90,726             | −1.3%             | 43,465             | −1.3%      | 51,578             | −5.2%    |
| 2010年（平成22年） | 92,442             | 1.9%              | 44,553             | 2.5%       | 50,812             | −1.5%    |
| 2011年（平成23年） | 90,967             | −1.6%             | 43,001             | −3.5%      | 48,569             | −4.4%    |
| 2012年（平成24年） | 103,019            | 13.2%             | 48,401             | 12.6%      | 61,117             | 25.8%    |
| 2013年（平成25年） | 100,236            | −2.7%             | 49,007             | 1.3%       | 56,834             | −7.0%    |
| 2014年（平成26年） | 97,229             | −3.0%             | 49,307             | 0.6%       | 53,190             | −6.4%    |
| 2015年（平成27年） | 103,124            | 6.1%              | 52,280             | 6.0%       | 52,382             | −1.5%    |
| 2016年（平成28年） | 105,784            | 2.6%              | 53,320             | 2.0%       | 49,362             | −6.1%    |
| 2017年（平成29年） | 107,628            | 1.7%              | 54,556             | 2.3%       | 48,673             | −1.4%    |

### 各年度1日平均上車人次（1927年－1935年）
各年度1日平均上車人次如下表。
| 年度               | 東京地下鐵道 | 東武鐵道 | 來源             |
| ------------------ | ------------ | -------- | ---------------- |
| 1927年（昭和02年） | [ 備註 1 ]   | 未開業   | [ 東京府統計 1 ] |
| 1928年（昭和03年） | 8,764        | 未開業   | [ 東京府統計 2 ] |
| 1929年（昭和04年） | 7,268        | 未開業   | [ 東京府統計 3 ] |
| 1930年（昭和05年） | 8,664        | 未開業   | [ 東京府統計 4 ] |
| 1931年（昭和06年） | 9,534        | 10,255   | [ 東京府統計 5 ] |
| 1932年（昭和07年） | 12,086       | 9,662    | [ 東京府統計 6 ] |
| 1933年（昭和08年） | 12,019       | 9,979    | [ 東京府統計 7 ] |
| 1934年（昭和09年） | 13,235       | 9,768    | [ 東京府統計 8 ] |
| 1935年（昭和10年） | 14,196       | 9,410    | [ 東京府統計 9 ] |

### 各年度1日平均上車人次（1956年－2000年）
| 年度               | 營團   | 都營地下鐵 | 東武鐵道 | 來源              |
| ------------------ | ------ | ---------- | -------- | ----------------- |
| 1956年（昭和31年） | 32,000 | 未開業     | 4,382    | [ 東京都統計 1 ]  |
| 1957年（昭和32年） | 31,969 | 未開業     | 29,948   | [ 東京都統計 2 ]  |
| 1958年（昭和33年） | 32,817 | 未開業     | 30,978   | [ 東京都統計 3 ]  |
| 1959年（昭和34年） | 36,349 | 未開業     | 32,438   | [ 東京都統計 4 ]  |
| 1960年（昭和35年） | 36,929 | 1,682      | 34,492   | [ 東京都統計 5 ]  |
| 1961年（昭和36年） | 35,403 | 1,932      | 37,825   | [ 東京都統計 6 ]  |
| 1962年（昭和37年） | 39,512 | 2,515      | 36,517   | [ 東京都統計 7 ]  |
| 1963年（昭和38年） | 36,424 | 4,432      | 34,386   | [ 東京都統計 8 ]  |
| 1964年（昭和39年） | 39,629 | 6,569      | 35,622   | [ 東京都統計 9 ]  |
| 1965年（昭和40年） | 39,914 | 7,761      | 35,540   | [ 東京都統計 10 ] |
| 1966年（昭和41年） | 36,219 | 8,939      | 35,183   | [ 東京都統計 11 ] |
| 1967年（昭和42年） | 36,695 | 9,674      | 36,451   | [ 東京都統計 12 ] |
| 1968年（昭和43年） | 39,249 | 11,621     | 38,221   | [ 東京都統計 13 ] |
| 1969年（昭和44年） | 41,198 | 14,007     | 39,885   | [ 東京都統計 14 ] |
| 1970年（昭和45年） | 41,468 | 15,417     | 40,734   | [ 東京都統計 15 ] |
| 1971年（昭和46年） | 41,437 | 16,180     | 40,169   | [ 東京都統計 16 ] |
| 1972年（昭和47年） | 42,668 | 17,025     | 40,638   | [ 東京都統計 17 ] |
| 1973年（昭和48年） | 42,499 | 17,449     | 41,849   | [ 東京都統計 18 ] |
| 1974年（昭和49年） | 42,770 | 17,479     | 42,518   | [ 東京都統計 19 ] |
| 1975年（昭和50年） | 41,989 | 17,533     | 42,705   | [ 東京都統計 20 ] |
| 1976年（昭和51年） | 41,564 | 17,677     | 41,595   | [ 東京都統計 21 ] |
| 1977年（昭和52年） | 41,737 | 17,945     | 42,816   | [ 東京都統計 22 ] |
| 1978年（昭和53年） | 40,923 | 17,827     | 43,608   | [ 東京都統計 23 ] |
| 1979年（昭和54年） | 40,981 | 17,678     | 44,224   | [ 東京都統計 24 ] |
| 1980年（昭和55年） | 42,027 | 18,356     | 45,310   | [ 東京都統計 25 ] |
| 1981年（昭和56年） | 42,616 | 18,222     | 46,156   | [ 東京都統計 26 ] |
| 1982年（昭和57年） | 42,910 | 18,110     | 46,578   | [ 東京都統計 27 ] |
| 1983年（昭和58年） | 43,000 | 18,085     | 46,642   | [ 東京都統計 28 ] |
| 1984年（昭和59年） | 42,912 | 18,414     | 47,167   | [ 東京都統計 29 ] |
| 1985年（昭和60年） | 44,438 | 18,773     | 47,773   | [ 東京都統計 30 ] |
| 1986年（昭和61年） | 46,507 | 20,003     | 49,973   | [ 東京都統計 31 ] |
| 1987年（昭和62年） | 47,158 | 20,989     | 51,541   | [ 東京都統計 32 ] |
| 1988年（昭和63年） | 49,077 | 21,995     | 53,329   | [ 東京都統計 33 ] |
| 1989年（平成元年） | 51,036 | 23,181     | 54,805   | [ 東京都統計 34 ] |
| 1990年（平成02年） | 54,890 | 24,479     | 58,003   | [ 東京都統計 35 ] |
| 1991年（平成03年） | 55,943 | 26,918     | 59,689   | [ 東京都統計 36 ] |
| 1992年（平成04年） | 56,353 | 22,389     | 58,819   | [ 東京都統計 37 ] |
| 1993年（平成05年） | 55,337 | 28,192     | 57,822   | [ 東京都統計 38 ] |
| 1994年（平成06年） | 53,405 | 27,490     | 56,236   | [ 東京都統計 39 ] |
| 1995年（平成07年） | 52,470 | 26,396     | 54,664   | [ 東京都統計 40 ] |
| 1996年（平成08年） | 52,830 | 26,058     | 53,022   | [ 東京都統計 41 ] |
| 1997年（平成09年） | 51,482 | 23,940     | 49,332   | [ 東京都統計 42 ] |
| 1998年（平成10年） | 50,301 | 23,545     | 46,507   | [ 東京都統計 43 ] |
| 1999年（平成11年） | 48,798 | 23,295     | 44,495   | [ 東京都統計 44 ] |
| 2000年（平成12年） | 47,882 | 23,101     | 43,142   | [ 東京都統計 45 ] |

### 各年度1日平均上車人次（2001年以後）
| 年度               | 營團 / 東京地下鐵 | 都營地下鐵 | 東武鐵道 | 來源              |
| ------------------ | ----------------- | ---------- | -------- | ----------------- |
| 2001年（平成13年） | 47,304            | 22,581     | 41,816   | [ 東京都統計 46 ] |
| 2002年（平成14年） | 46,205            | 22,392     | 39,773   | [ 東京都統計 47 ] |
| 2003年（平成15年） | 44,516            | 22,164     | 36,230   | [ 東京都統計 48 ] |
| 2004年（平成16年） | 43,822            | 21,553     | 34,395   | [ 東京都統計 49 ] |
| 2005年（平成17年） | 44,310            | 21,564     | 32,282   | [ 東京都統計 50 ] |
| 2006年（平成18年） | 44,438            | 21,710     | 30,077   | [ 東京都統計 51 ] |
| 2007年（平成19年） | 44,678            | 22,088     | 28,967   | [ 東京都統計 52 ] |
| 2008年（平成20年） | 45,058            | 22,423     | 28,088   | [ 東京都統計 53 ] |
| 2009年（平成21年） | 44,400            | 21,870     | 26,603   | [ 東京都統計 54 ] |
| 2010年（平成22年） | 45,570            | 22,269     | 26,175   | [ 東京都統計 55 ] |
| 2011年（平成23年） | 44,418            | 21,279     | 24,680   | [ 東京都統計 56 ] |
| 2012年（平成24年） | 50,724            | 23,562     | 30,994   | [ 東京都統計 57 ] |
| 2013年（平成25年） | 49,109            | 23,657     | 28,854   | [ 東京都統計 58 ] |
| 2014年（平成26年） | 48,671            | 23,736     | 27,038   | [ 東京都統計 59 ] |
| 2015年（平成27年） | 51,754            | 25,062     | 26,552   | [ 東京都統計 60 ] |
| 2016年（平成28年） | 52,882            | 25,562     | 25,627   | [ 東京都統計 61 ] |
| 2017年（平成29年） |                   | 26,011     |          |                   |

備註
1. ↑  1927年12月30日開業。
2. ↑  1960年12月4日開業。開業日起至1961年3月31日合計118日間的集計資料。

## 車站周邊
本站附近是觀光地淺草寺與表演街淺草公園六區。隅田川旁有隅田公園，吾妻橋對岸是墨田區役所及朝日啤酒本社所在的River Pier吾妻橋。北部則是山谷與風俗街吉原。

### 名勝、神社佛閣、觀光設施等
- 淺草寺 - 車站西北側。雷門為當地象徴之一。
  - 仲見世通 - 門前街名。
  - 淺草神社 - 淺草寺內。
- 隅田川
  - 吾妻橋 - 東武與銀座線車站前的隅田川橋梁。
  - 駒形橋（日语：駒形橋） - 都營淺草線車站前的隅田川橋梁。
- 淺草公園六區（日语：浅草公園六区）（淺草六區）
- 淺草花屋敷
  - 花屋敷通（花やしき通）
- 傳法院通

### 公共設施
- 淺草公會堂（日语：浅草公会堂）
- 隅田公園
- 墨田區役所
- 台東區雷門地區終新
- 東京都立產業貿易中心台東館（日语：東京都立産業貿易センター）
  - 台東區民會館
- 台東區淺草保健相談中心
- 警視廳淺草警察署（日语：浅草警察署）花川戶交番
- 東京消防廳日本堤消防署二天門出張所

### 商業設施
- River Pier吾妻橋（日语：リバーピア吾妻橋）
  - 朝日啤酒吾妻橋本部大樓（朝日啤酒塔）
  - Super Dry Hall（日语：スーパードライホール）
- 淺草豪景酒店（日语：浅草ビューホテル）
- 東武淺草車站大樓
  - 松屋淺草店
  - 淺草EKIMISE （页面存档备份，存于）

### 郵局、金融機關
- 雷門郵便局
- 台東花川戶郵便局
- 三菱東京UFJ銀行
  - 雷門支店
  - 淺草支店
- 三井住友銀行淺草支店
- 瑞穗銀行
  - 淺草支店
  - 雷門支店
- 里索那銀行淺草支店

### 相片集

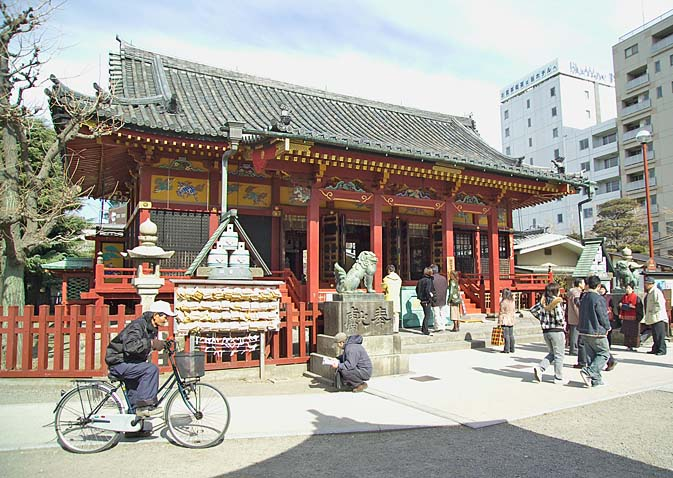
淺草神社
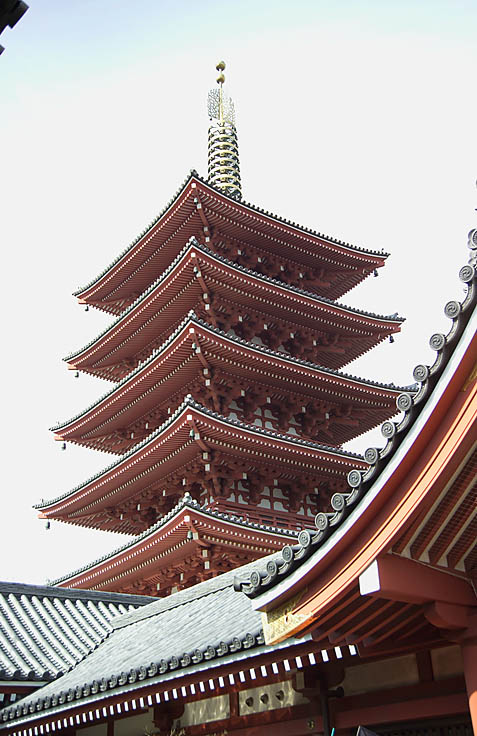
淺草寺（五重塔）
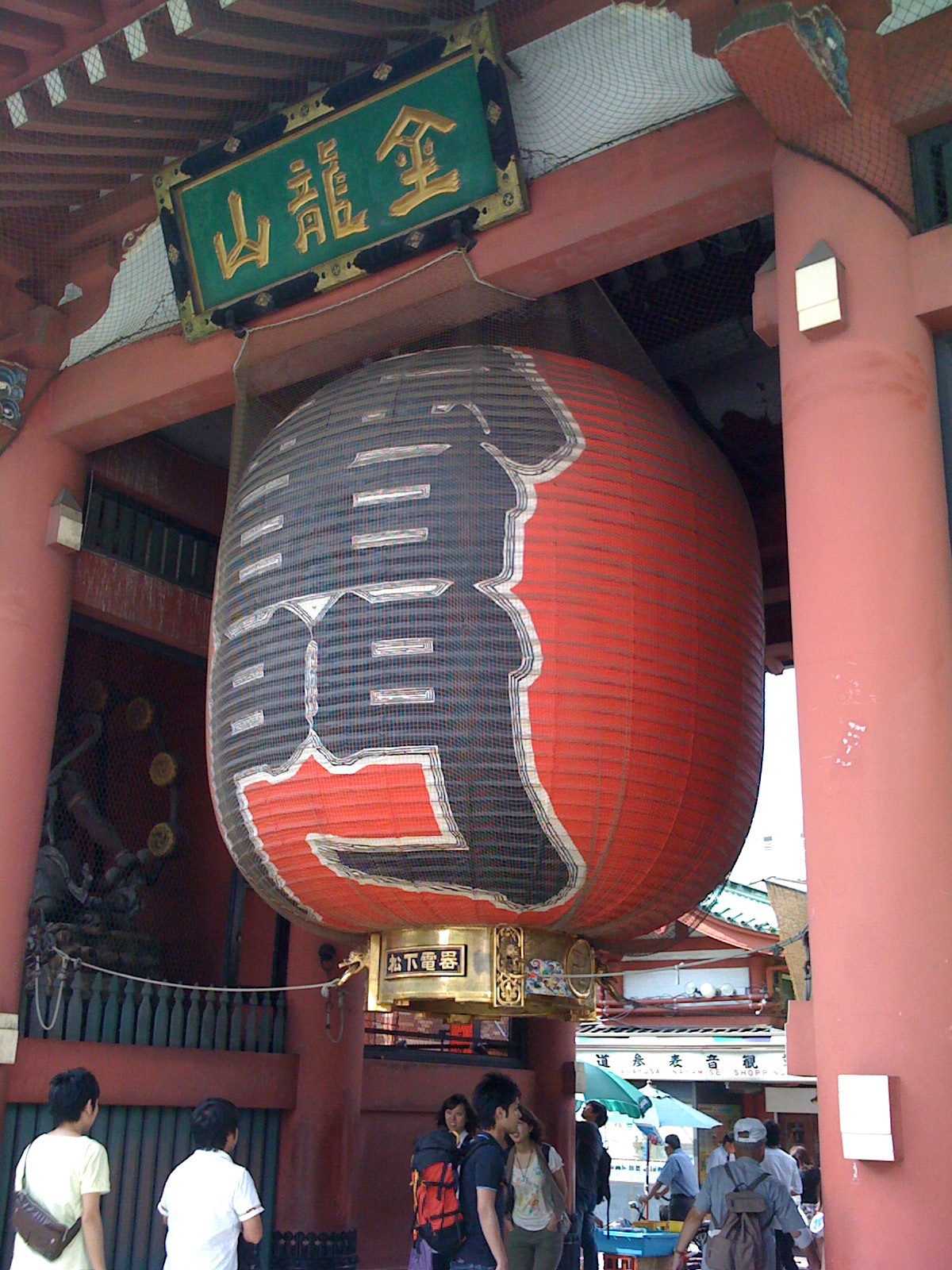
淺草寺雷門
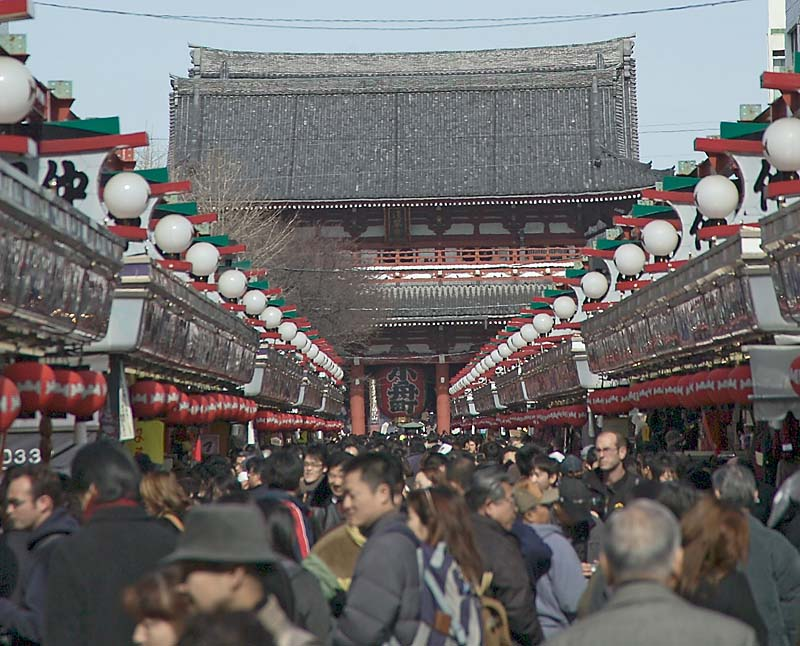
仲見世通
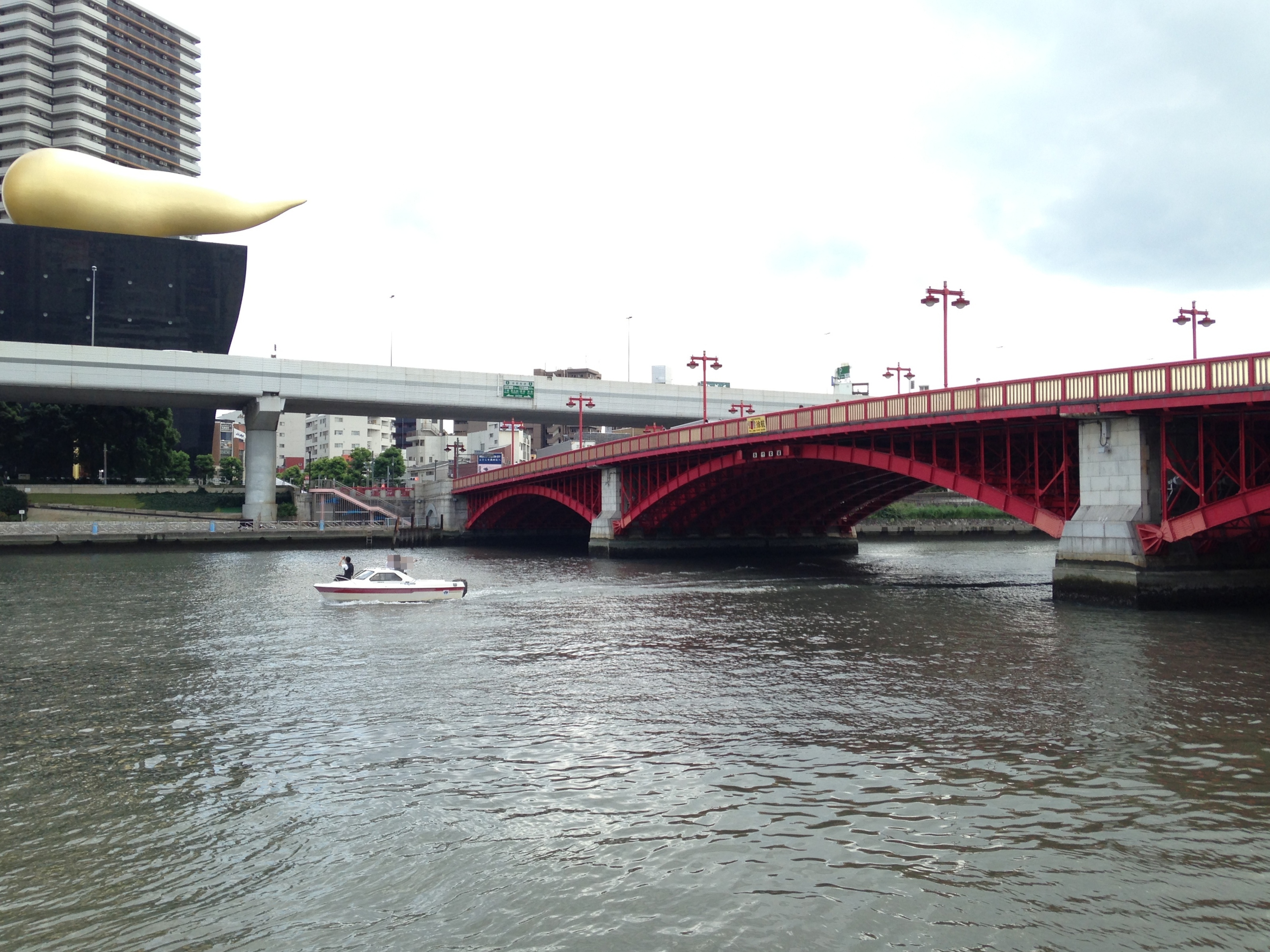
吾妻橋
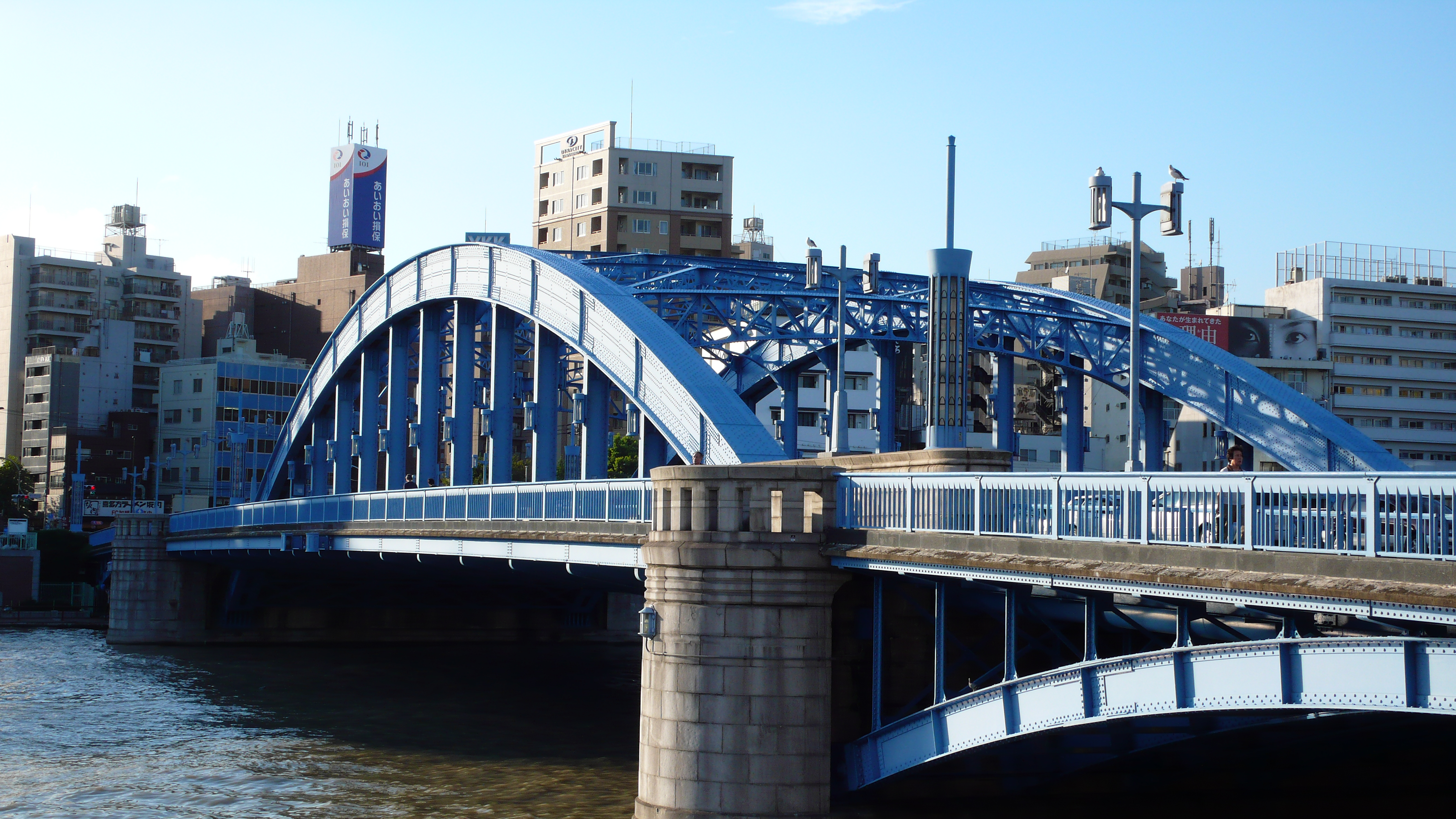
駒形橋
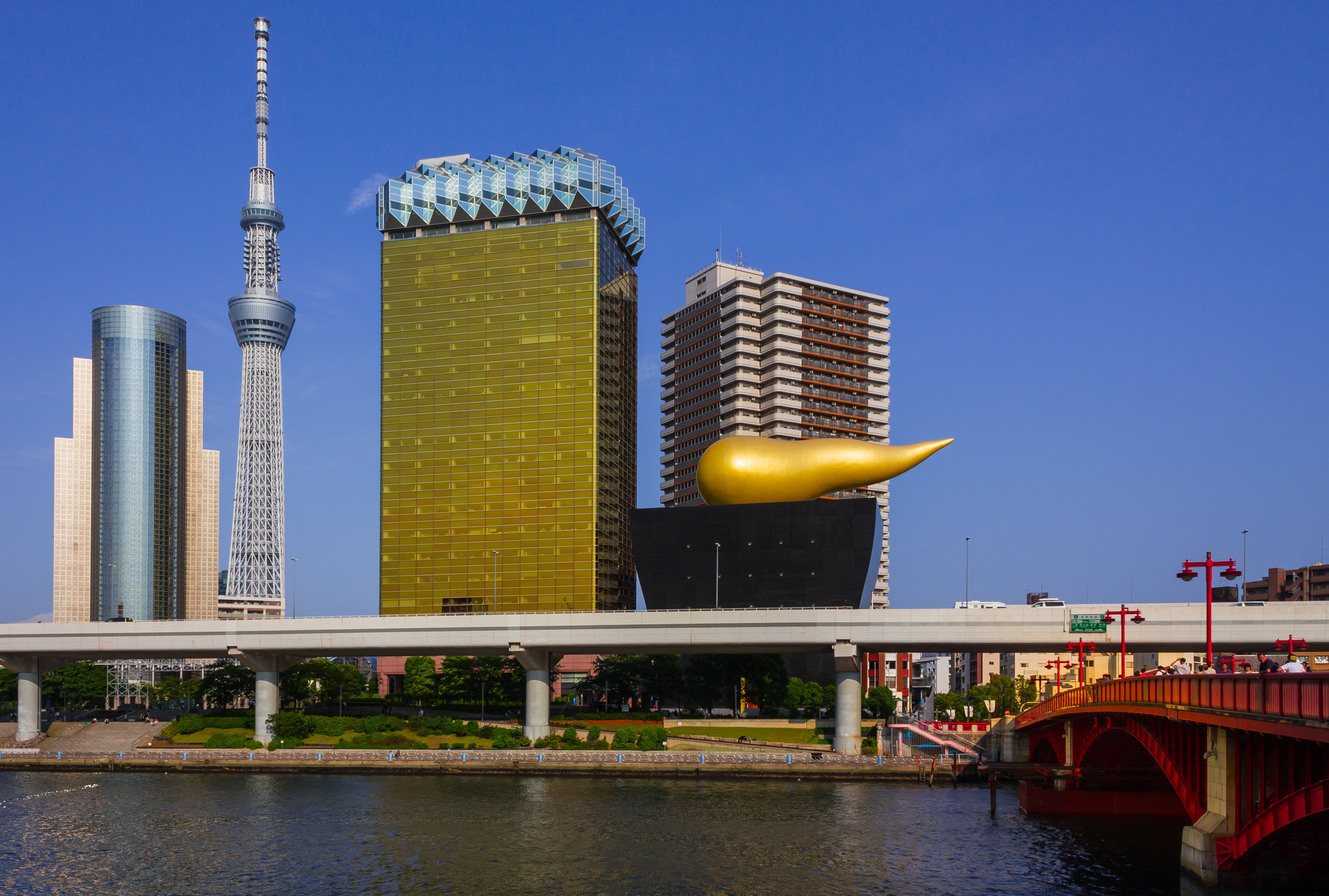
River Pier吾妻橋（日语：リバーピア吾妻橋）與東京晴空塔
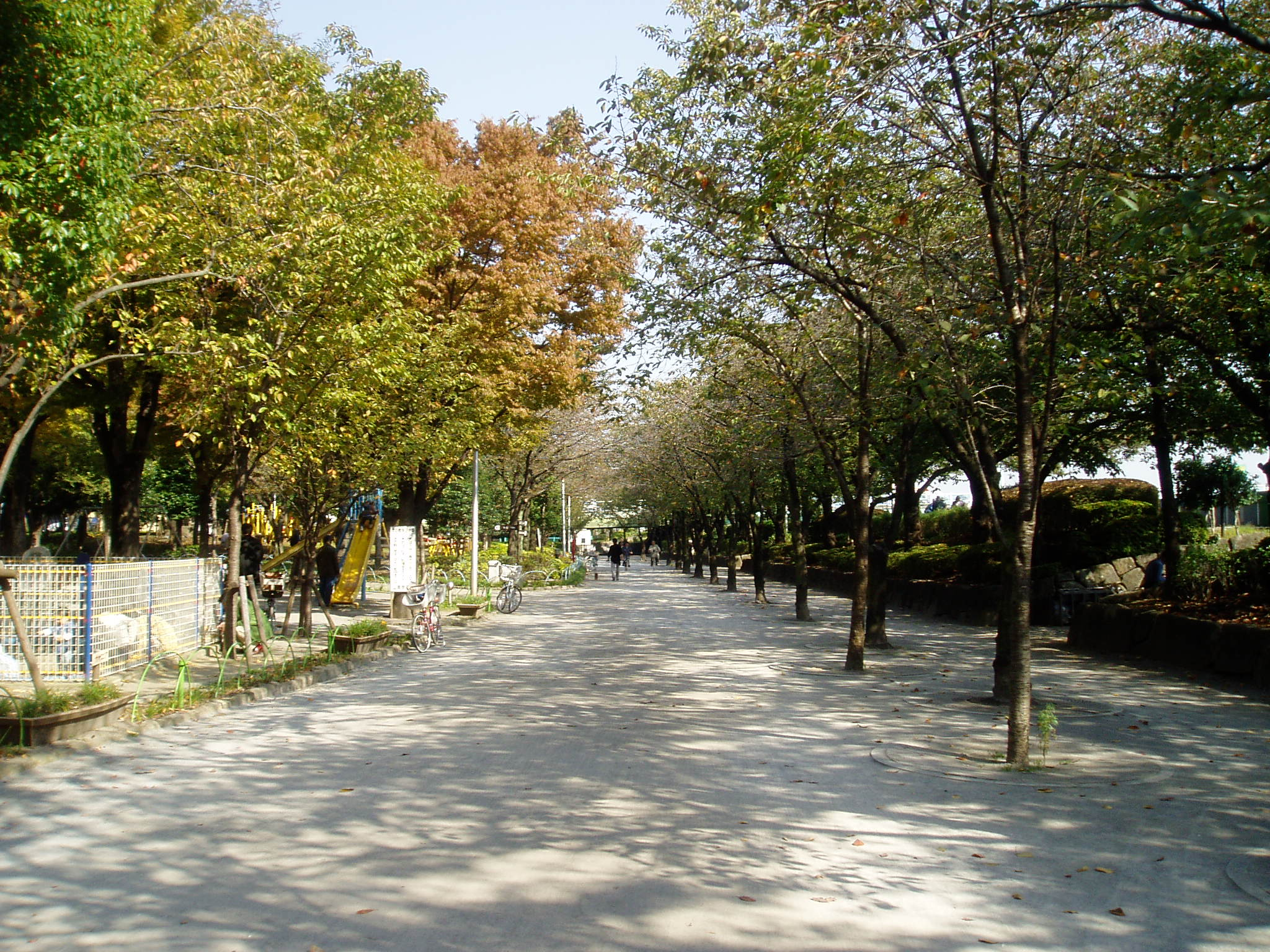
隅田公園

## 巴士路線
本站是歷史悠久的歡樂街，並未設有巴士總站。最近的巴士站是「東武淺草站」。但淺草雷門與淺草雷門南兩個巴士站也具有巴士總站的機能。實際上，這些巴士站皆可視為淺草站的巴士總站。以下各站的路線主要由東京都交通局（都營）運行。
本站最近的巴士站之一「淺草松屋前」在2007年4月1日改稱為「東武淺草站前」。
以下以各巴士站名稱條列，但乘車位置根據方向與路線系統而有所不同。

### 東武淺草站前
- 都08：往日暮里站／往錦糸町站（都營）
- 東42甲：經今戶往南千住站西口、南千住車庫／往東京站八重洲口、東神田（都營）
- 東42乙：經台東河濱運動中心（日语：台東リバーサイドスポーツセンター）往南千住車庫／往淺草雷門（都營）
- 草64：經淺草警察署、新三河島站、尾久站、王子站往池袋站東口、往拔刺地藏（日语：高岩寺）／往淺草雷門南（都營）

### 淺草松屋西

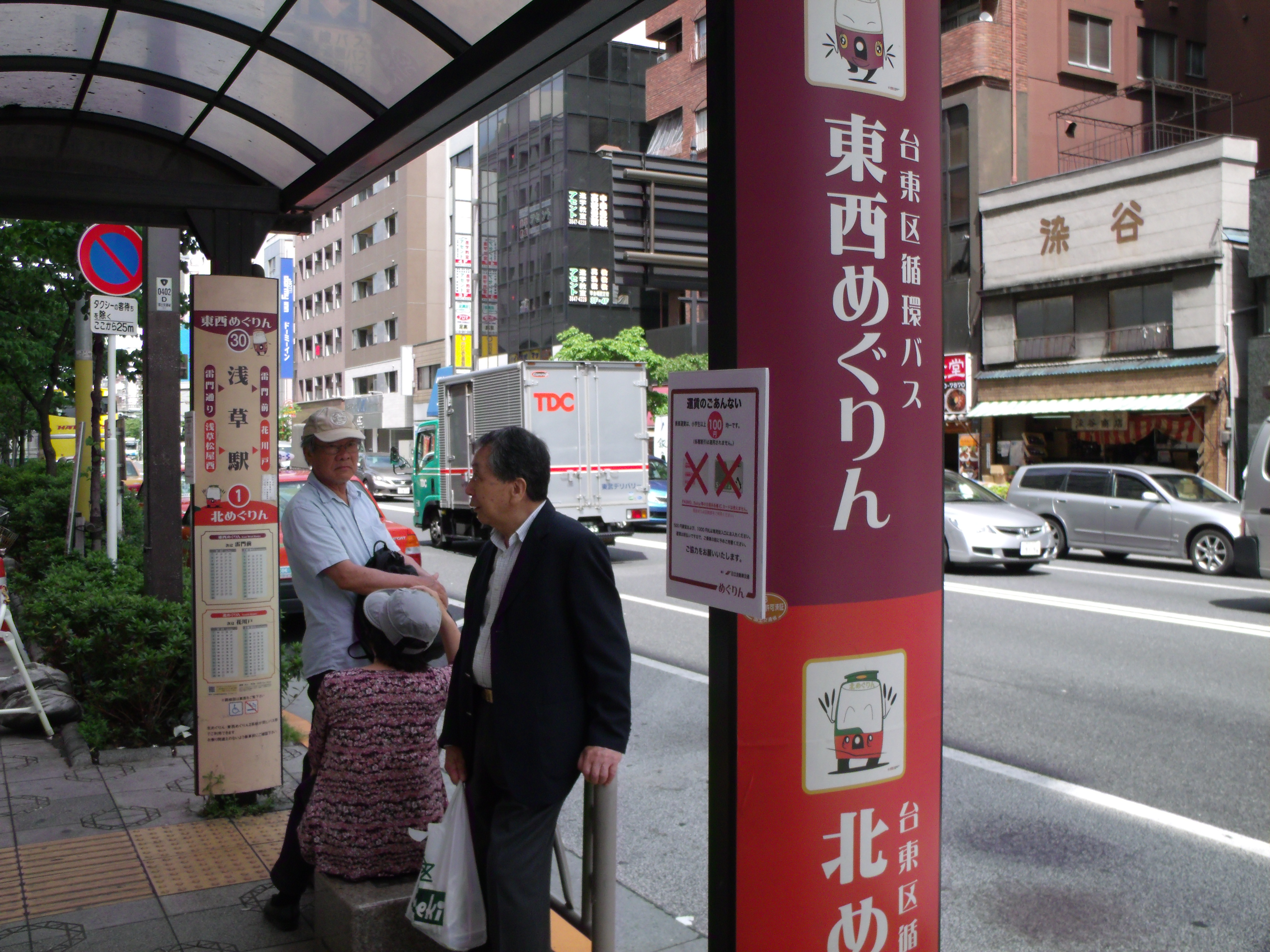
台東區循環巴士めぐりん的淺草站巴士站

- 台東區循環巴士「めぐりん（日语：めぐりん）」（日立自動車交通）
  - 北：往淺草站

### 水上巴士前、雷門
- 熊貓巴士淺草線＜不定期行駛＞：往浅草ROX前（SGRS Tourism Agency）[36]

### 淺草雷門
- S-1：往上野松坂屋／往東京站丸之內北口（僅周六日）／往錦糸町站（都營）
- 上23：往上野松坂屋／經十間橋往平井站（都營）
- 草24：往龜戶站、東大島站／經駒形橋往淺草壽町（都營）
- 草39：經淺草一丁目往淺草壽町、上野松坂屋（限平日日中）／往青戶車庫、金町站（都營）
- 東42乙：經石濱通往南千住車庫（都營）
- 草43：往千住車庫、足立區役所（都營）
- 草63：經荒川區役所（日语：荒川区役所）、西日暮里站、巢鴨站往池袋站東口（都營）
- 草64：往淺草雷門南（都營）
- 有01：往淺草壽町／往龜有站（京成TOWN）
- 新小59：往浅草壽町／往新小岩站（東北廣場）（京成、京成TOWN）
- 晴空塔接駁巴士（スカイツリーシャトル）：往上野站、上野公園／往東京晴空塔（東武巴士中央）
- 成田機場、TDR～長野線（夜行高速巴士）：往松本（日语：松本バスターミナル）、長野（成田空港交通、Alpico交通（日语：川中島バス））
- 千葉～大津、京都線（夜行高速巴士）＜京都站八條口發車往鎌取站班次下車＞（千葉中央巴士（日语：千葉中央バス））

### 雷門一丁目
- 草63：經荒川區役所、西日暮里站、巢鴨站往池袋站東口（上車專用）（都營）
- 草43：往淺草雷門（都營）

### 淺草雷門南
- 草63：經淺草警察署、新三河島站、王子站往池袋站東口／往拔刺地藏（都營）

### 淺草站前
- TOKYO SUNRISE號（日语：TOKYOサンライズ号）：往新庄（東北急行巴士、山交巴士（日语：山交バス (山形県)））
- 彩虹號（日语：レインボー号・スーパーレインボー号）：往山形（日语：山交ビル）（東北急行巴士）
- FLYING LINER號（日语：フライングライナー号）：往京都、大阪（阿倍野橋）、藤井寺（東北急行巴士、近鐵巴士（日语：近鉄バス））
- MAMAKARI LINER（日语：東京 - 岡山・倉敷線）：往岡山、倉敷（東北急行巴士、兩備控股）
- KIMASSI號（きまっし号）：往金澤（東北急行巴士北日本觀光自動車（日语：北日本観光自動車））
- 磐城號（日语：いわき号）：往東京站（下車專用）（JR巴士關東、新常磐交通（日语：新常磐交通）、東武巴士中央）

### 淺草站
- 台東區循環巴士（日立自動車交通）
  - 北：往吉原大門、三之輪站、鶯谷站方向
  - 東西：往新御徒町站、台東區役所方向
- 台東區循環巴士「ぐるーりめぐりん」（京成）
  - ぐるーりめぐりん：往田原町站、大江戶線藏前站、鳥越神社前、新御徒町站、台東區役所、上野站入谷口、三之輪站方向

### 雷門前
- 台東區COMMUNITY巴士（日立自動車交通）
  - 東西：往新御徒町站、台東區役所方向

### 都營淺草站
- 台東區COMMUNITY巴士（日立自動車交通）
  - 東西：：往新御徒町站、台東區役所方向

（以下下車專用）
- 筑波號（日语：つくば号）：往東京站（JR巴士關東、關東鐵道）
- 常總ROUTE（日语：常総ルート (高速バス)）：往東京站（關東鐵道、關鐵紫巴士（日语：関鉄パープルバス））
- 水戶線：往東京站（JR巴士關東、茨城交通、關東鐵道）
- 勝田、東海線：往東京站（茨城交通）
- 常陸太田線、常陸大宮、大子線：往東京站、往新宿站（JR巴士關東、茨城交通）
- 日立、高萩線：往東京站（JR巴士關東、日立電鐵交通服務（日语：日立電鉄交通サービス））

### 淺草花川戶（淺草寺東參道）
- SKY HOP BUS（スカイホップバス）（淺草、東京晴空塔路線）：往東京站丸之內三菱大廈方向（日之丸自動車興業（日语：日の丸自動車興業））

### 水上巴士
車站東側的隅田川河岸可搭乘東京都觀光汽船與東京都公園協會的水上巴士。
- 隅田川線
  - 淺草～日之出棧橋
    - 往日之出棧橋方向也停靠濱離宮。
- 淺草、台場直通線
  - 淺草～御台場海濱公園、豐洲（日语：アーバンドック ららぽーと豊洲）
- 東京水邊線（日语：東京水辺ライン）
  - 淺草（櫻橋（日语：桜橋 (東京都)））～兩國、千住、荒川遊園（日语：あらかわ遊園）、神谷、小豆澤

## 相鄰車站
東京地下鐵
 銀座線
田原町（G 18）－淺草（G 19）
東武鐵道
 東武晴空塔線
- ■特急「華嚴」「鬼怒」、■特急「兩毛」、■特急「Revaty華嚴」「Revaty鬼怒」「Revaty會津」「Revaty兩毛」、■特急「下野」「霧降」、■特急「Skytree Liner」「Urban Park Liner」起訖站

■區間急行、■區間準急、■普通
淺草（TS 01）－東京晴空塔（TS 02）
1931年－1943年時，淺草（當時的淺草雷門）－東京晴空塔（當時的業平橋）之間有隅田公園站。
東京都交通局（都營地下鐵）
 淺草線
■機場快特
東日本橋（A 15）－淺草（A 18）－押上（A 20）
■機場快特以外的車種
藏前（A 17）－淺草（A 18）－本所吾妻橋（A 19）

### 來源
1. 1 2 3 4  .   [2018-11-08]. （原始内容存档于2021-02-15）.
2. ↑  .   [2018-11-08]. （原始内容存档于2021-02-15）.
3. ↑  大西元博 (2013年1月14日). “昭和史再訪 東洋初の地下鉄開通”. 朝日新聞(朝日新聞社)
4. 1 2 3 4 5 6 7 8  東武鉄道年史 編纂事務局 『東武鉄道六十五年史』 東武鐵道、1964年8月1日。
5. ↑  東京都交通局総務課調査係 『東京都交通局四十年史』 東京都交通局、1951年8月1日。
6. ↑  土木学会日本土木史編集委員会 『日本土木史:昭和16年-昭和40年』 土木學會、1973年4月。
7. 1 2 3 4 5  “浅草駅ビル、シックに改装、東武、建設時の姿に――スカイツリー開業に合わせ”. 日經產業新聞(日本經濟新聞社). (2011年3月3日)
8. ↑  銀座線の4駅に街のイメージに合った発車合図メロディを導入しますPDF - 東京地下鉄 ニュースリリース 2012年10月24日
9. 1 2 3  村松権主麿(2013年11月20日). “千客万来 4～7階に52店 リニューアル浅草駅ビル”. 東京新聞 (中日新聞社)
10. 1 2 3 4  “東武、浅草駅ビル新装、52店舗、新たに出店――来月開業、屋上に展望デッキ”. 日經產業新聞(日本經濟新聞社). (2011年10月19日)
11. 1 2  . Response. (株式会社イード). 2017-02-28  [2017-04-29]. （原始内容存档于2021-02-15）.
12. ↑  . 東京メトロ.   [2016-03-07]. （原始内容存档于2016-03-04）.
13. 1 2 3  浅草駅 構内図 （页面存档备份，存于） - 東京地下鉄
14. ↑  お客様の声をかたちに 浅草駅をバリアフリーに。 （页面存档备份，存于） - 東京地下鉄
15. ↑  地下鉄運輸50年史 p215
16. ↑  『ブラタモリ』2011年12月8日放送分
17. ↑  . 東武鉄道ポータルサイト. （原始内容存档于2016-08-06）.
18. 1 2 3 4 5 6 7  浅草駅構内マップ （页面存档备份，存于） - 東武鉄道
19. ↑  2010年度の鉄道事業計画PDF - 東武鉄道ニュースリリース 2010年4月27日
20. ↑  『日本社史全集 清水建設百七十年史』 常盤書院、1977年6月。
21. 1 2  池田信 『1960年代の東京 路面電車が走る水の都の記憶』 每日新聞社、2008年3月14日。ISBN 978-4620606323
22. ↑  『東武鉄道のひみつ』 東武鐵道、2013年2月18日。978-4-569-80995-3
23. ↑  .   [2016-07-31]. （原始内容存档于2021-02-15）.
24. ↑  .   [2016-07-31]. （原始内容存档于2007-09-25）.
25. ↑  .   [2016-07-31]. （原始内容存档于2009-06-27）.
26. ↑  .   [2016-07-31]. （原始内容存档于2021-04-20）.
27. ↑  .   [2016-07-31]. （原始内容存档于2012-10-13）.
28. ↑  .   [2016-07-31]. （原始内容存档于2021-04-11）.
29. ↑  .   [2016-07-31]. （原始内容存档于2016-03-04）.
30. ↑  .   [2016-07-31]. （原始内容存档于2021-08-03）.
31. ↑  . 東京都交通局.   [2013-01-08]. （原始内容存档于2016-03-04）.
32. ↑  浅草駅 駅の立体図 的存檔，存档日期2012-09-27. - 東京都交通局
33. 1 2  浅草駅 駅出入口情報 的存檔，存档日期2016-07-20. - 東京都交通局
34. ↑  .   [2016-07-31]. （原始内容存档于2019-06-23）.
35. 1 2  交通東武昭和34年6月10日号
36. ↑  .   [2016-07-31]. （原始内容存档于2021-01-28）.

#### 新聞稿
1. ↑   (PDF) (新闻稿). 東武鉄道. 2023-06-07  [2023-07-25]. （原始内容存档 (PDF)于2023-12-07） （日语）.

#### 統計資料
私鐵、地下鐵1日平均使用人數
1. ↑  . 東京メトロ.   [2016-07-31]. （原始内容存档于2018-02-13）.
2. ↑  . 東武鉄道.   [2016-03-08]. （原始内容存档于2019-03-10）.
3. ↑  . 東京都交通局.   [2013-01-08]. （原始内容存档于2016-03-04）.

私鐵、地下鐵統計資料
1. ↑  各種報告書 （页面存档备份，存于） - 関東交通広告協議会
2. ↑  東京府統計書 - 国立国会図書館（デジタル化資料）
3. 1 2  .   [2016-07-31]. （原始内容存档于2016-04-01）.

東京府統計書
1. ↑  .   [2018-11-08]. （原始内容存档于2019-02-20）.
2. ↑  .   [2018-11-08]. （原始内容存档于2019-02-20）.
3. ↑  .   [2018-11-08]. （原始内容存档于2019-02-20）.
4. ↑  .   [2018-11-08]. （原始内容存档于2019-02-20）.
5. ↑  .   [2018-11-08]. （原始内容存档于2019-02-20）.
6. ↑  .   [2018-11-08]. （原始内容存档于2019-02-20）.
7. ↑  .   [2018-11-08]. （原始内容存档于2019-02-19）.
8. ↑  .   [2018-11-08]. （原始内容存档于2019-02-19）.
9. ↑  .   [2018-11-08]. （原始内容存档于2019-02-19）.

東京都統計年鑑
1. ↑  昭和31年PDF
2. ↑  昭和32年PDF
3. ↑  昭和33年PDF
4. ↑  .   [2018-11-08]. （原始内容存档于2016-03-05）.
5. ↑  .   [2018-11-08]. （原始内容存档于2016-03-05）.
6. ↑  .   [2018-11-08]. （原始内容存档于2015-06-29）.
7. ↑  .   [2018-11-08]. （原始内容存档于2015-06-29）.
8. ↑  .   [2018-11-08]. （原始内容存档于2015-06-29）.
9. ↑  .   [2018-11-08]. （原始内容存档于2015-06-29）.
10. ↑  .   [2018-11-08]. （原始内容存档于2016-03-05）.
11. ↑  .   [2018-11-08]. （原始内容存档于2016-03-05）.
12. ↑  .   [2018-11-08]. （原始内容存档于2016-03-05）.
13. ↑  .   [2018-11-08]. （原始内容存档于2016-03-05）.
14. ↑  .   [2018-11-08]. （原始内容存档于2016-03-05）.
15. ↑  .   [2018-11-08]. （原始内容存档于2016-03-05）.
16. ↑  .   [2018-11-08]. （原始内容存档于2015-06-29）.
17. ↑  .   [2018-11-08]. （原始内容存档于2015-06-29）.
18. ↑  .   [2018-11-08]. （原始内容存档于2015-06-29）.
19. ↑  .   [2018-11-08]. （原始内容存档于2016-03-05）.
20. ↑  .   [2018-11-08]. （原始内容存档于2016-06-02）.
21. ↑  .   [2018-11-08]. （原始内容存档于2015-06-29）.
22. ↑  .   [2018-11-08]. （原始内容存档于2016-03-05）.
23. ↑  .   [2018-11-08]. （原始内容存档于2015-06-29）.
24. ↑  .   [2018-11-08]. （原始内容存档于2016-03-05）.
25. ↑  .   [2018-11-08]. （原始内容存档于2016-03-05）.
26. ↑  .   [2018-11-08]. （原始内容存档于2016-03-05）.
27. ↑  .   [2018-11-08]. （原始内容存档于2015-06-29）.
28. ↑  .   [2018-11-08]. （原始内容存档于2015-06-29）.
29. ↑  .   [2018-11-08]. （原始内容存档于2015-06-29）.
30. ↑  .   [2018-11-08]. （原始内容存档于2016-03-05）.
31. ↑  .   [2018-11-08]. （原始内容存档于2016-03-05）.
32. ↑  .   [2018-11-08]. （原始内容存档于2015-06-29）.
33. ↑  .   [2018-11-08]. （原始内容存档于2016-03-05）.
34. ↑  .   [2018-11-08]. （原始内容存档于2016-03-05）.
35. ↑  .   [2018-11-08]. （原始内容存档于2016-03-05）.
36. ↑  .   [2018-11-08]. （原始内容存档于2016-03-05）.
37. ↑  .   [2018-11-08]. （原始内容存档于2013-08-15）.
38. ↑  .   [2018-11-08]. （原始内容存档于2013-02-03）.
39. ↑  .   [2018-11-08]. （原始内容存档于2013-02-03）.
40. ↑  .   [2018-11-08]. （原始内容存档于2013-02-03）.
41. ↑  .   [2018-11-08]. （原始内容存档于2013-02-03）.
42. ↑  .   [2018-11-08]. （原始内容存档于2016-03-04）.
43. ↑  平成10年PDF
44. ↑  平成11年PDF
45. ↑  .   [2018-11-08]. （原始内容存档于2016-03-04）.
46. ↑  .   [2018-11-08]. （原始内容存档于2016-03-04）.
47. ↑  .   [2018-11-08]. （原始内容存档于2017-07-29）.
48. ↑  .   [2018-11-08]. （原始内容存档于2017-07-29）.
49. ↑  .   [2018-11-08]. （原始内容存档于2017-07-29）.
50. ↑  .   [2018-11-08]. （原始内容存档于2017-07-29）.
51. ↑  .   [2018-11-08]. （原始内容存档于2017-07-29）.
52. ↑  .   [2018-11-08]. （原始内容存档于2017-07-29）.
53. ↑  .   [2018-11-08]. （原始内容存档于2017-07-29）.
54. ↑  .   [2018-11-08]. （原始内容存档于2016-03-26）.
55. ↑  .   [2018-11-08]. （原始内容存档于2016-03-27）.
56. ↑  .   [2018-11-08]. （原始内容存档于2016-03-25）.
57. ↑  .   [2018-11-08]. （原始内容存档于2016-03-27）.
58. ↑  .   [2018-11-08]. （原始内容存档于2016-03-22）.
59. ↑  .   [2018-11-08]. （原始内容存档于2017-07-30）.
60. ↑  .   [2018-11-08]. （原始内容存档于2018-11-09）.
61. ↑  .   [2018-11-08]. （原始内容存档于2019-05-02）.

## 外部連結
- 淺草/G19 | 路線・車站資訊 | 東京地下鐵
- 淺草（車站資訊） - 東武鐵道
- 淺草 - 東京都交通局